# Rey Arturo
El rey Arturo (Brenin Arthur, en galés y King Arthur en inglés), también conocido como Arturo de Bretaña, es un destacado personaje de la literatura europea, especialmente inglesa y galesa, en la cual se lo representa como el monarca ideal tanto en la guerra como en la paz. Según algunos textos medievales tardíos, Arturo fue un caudillo britanorromano que dirigió la defensa de Gran Bretaña contra los invasores sajones a comienzos del siglo VI. Su historia pertenece principalmente al folclore y a la literatura, pero se ha planteado que Arturo pudo haber sido una persona real o, al menos, un personaje legendario basado en una persona real.
Las primeras referencias a Arturo se encuentran en las literaturas célticas, en poemas galeses como Y Gododdin (colección de poemas elegíacos a los héroes del reino de Gododdin). El primer relato de la vida del personaje se encuentra en la Historia Regum Britanniae (Historia de los reyes de Bretaña), de Geoffrey de Monmouth, quien configuró los rasgos principales de su leyenda. Monmouth presenta a Arturo como un rey de Gran Bretaña que derrotó a los sajones y estableció un imperio en las islas británicas. En su relato aparecen figuras como el padre de Arturo, Uther Pendragon, y su consejero, el mago Merlín, además de elementos como la espada Excalibur. También menciona el nacimiento de Arturo en el castillo de Tintagel, así como su batalla final contra Mordred en Camlann y su retiro posterior a la isla de Ávalon junto con el hada Morgana, alumna de Merlín.
A partir del siglo XII, Arturo fue el personaje central de un conjunto de leyendas conocido como materia de Bretaña, en la que figura como personaje de numerosos romances en francés. Chrétien de Troyes añadió otros elementos esenciales a su leyenda, entre ellos la figura de Lanzarote del Lago y el Santo Grial.
Después de la Edad Media, la literatura artúrica experimentó un cierto declive, pero resurgió durante el siglo XIX y continúa viva a comienzos del siglo XXI, tanto en la literatura, como en otros medios. De entre todas las versiones del relato, la más leída de las antiguas es La muerte de Arturo, de Thomas Malory, que es, en palabras de L. D. Benson, «la única obra literaria inglesa escrita entre Chaucer y Shakespeare que aún hoy en día es leída con renovado fervor y placer». Esta obra ha sido también una de las más influyentes en las adaptaciones cinematográficas.

## Debate sobre su historicidad

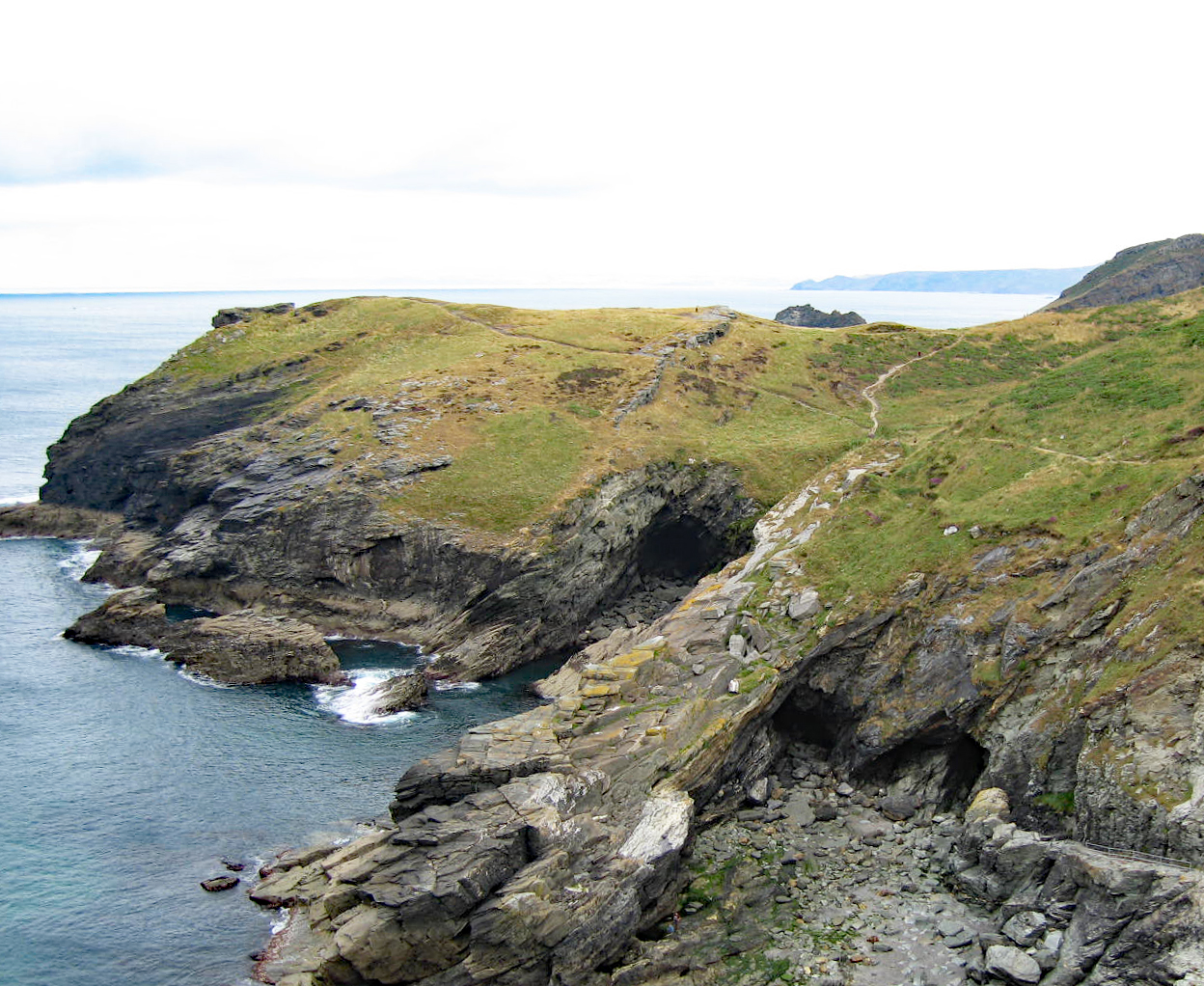
La cueva de Merlín en Tintagel donde, según la leyenda, Merlín rescató al niño Arturo del mar.

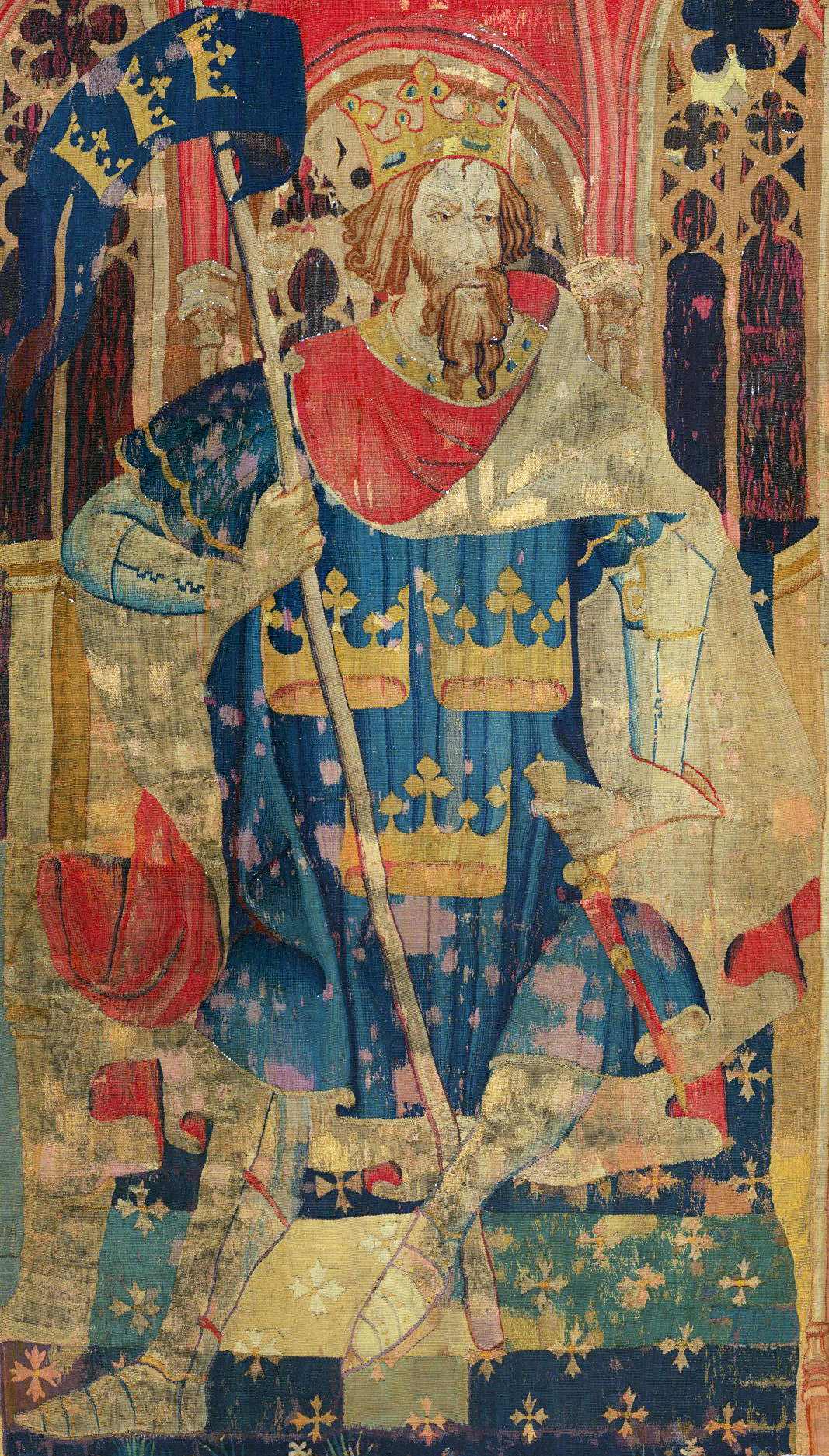
Arturo como uno de los Nueve de la Fama, tapiz, c. 1385.

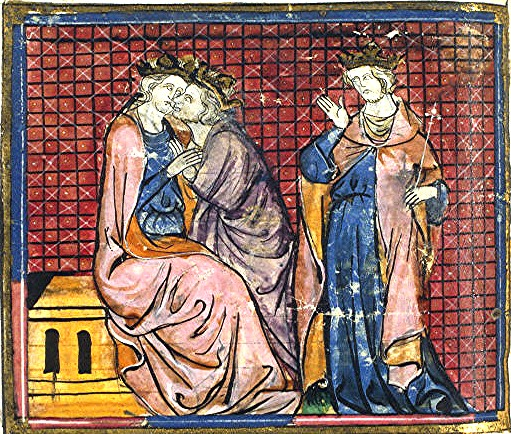
Homenaje a Arturo, ilustración.

### Arturo en las fuentes antiguas
No existen testimonios arqueológicos fiables que permitan certificar la existencia histórica del rey Arturo. A finales del siglo XII, los monjes de Glastonbury supuestamente hallaron en una tumba una cruz con una inscripción latina que identificaba a los allí inhumados como Arturo y su esposa, Ginebra. Se trató, sin embargo, de un fraude relacionado con la Historia Regum Britanniae de Monmouth con la probable finalidad de aumentar la afluencia de peregrinos a la localidad. Recientemente, en 1998, el profesor Christopher Morris, de la Universidad de Glasgow, halló en Tintagel una pizarra con una inscripción, muy probablemente del siglo VI, que contiene el nombre latinizado «ARTOGNOU», que corresponde al céltico Arthnou. Sin embargo, no puede afirmarse que esta pieza constituya en modo alguno una prueba de la existencia de Arturo.

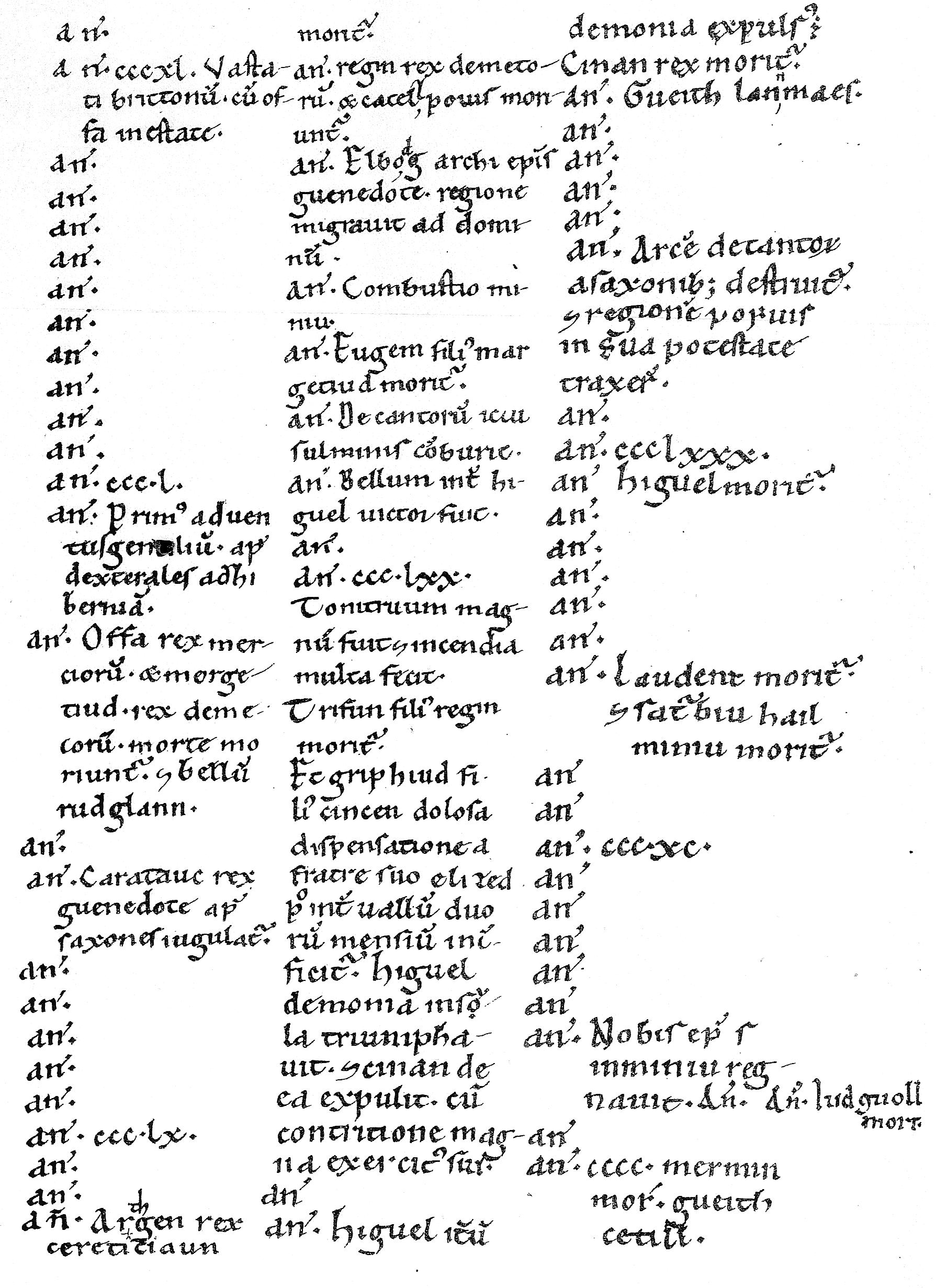
Annales Cambriae, en copia de un manuscrito del.

 Dada la ausencia de testimonios arqueológicos, se hace necesario recurrir a las fuentes literarias. La idea de que Arturo fue una figura histórica real proviene principalmente de dos documentos medievales: la Historia Brittonum (Historia de los britanos) y los Annales Cambriae (Anales de Gales). El primero data del siglo IX y el segundo del X. Ambos son, por lo tanto, fuentes considerablemente tardías, ya que, si Arturo realmente existió, habría vivido en el siglo VI.
La Historia Brittonum es una obra histórica del siglo IX escrita en latín y atribuida tradicionalmente a un clérigo galés llamado Nennius, aunque esta atribución ha sido puesta en duda. La obra menciona a un jefe militar (dux bellorum) llamado Arturo, que combatió contra los sajones, y explica que intervino en 12 batallas, de las cuales la última es la del Monte Badon, una importante victoria de los bretones en la que supuestamente Arturo habría matado con sus propias manos nada menos que a 960 enemigos.

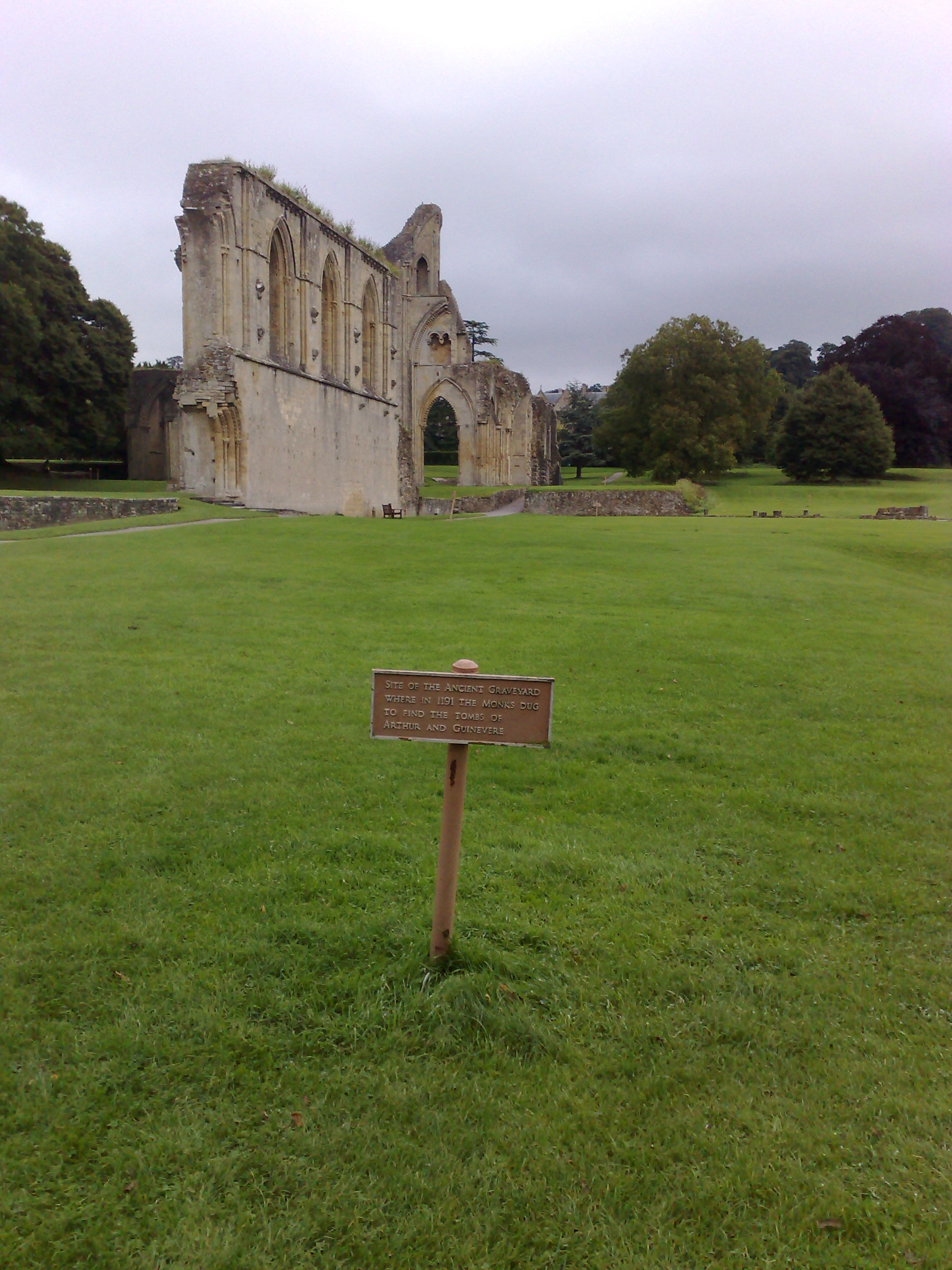
Tumba falsa de Arturo en la Abadía de Glastonbury.

Recientes estudios han cuestionado la fiabilidad de la Historia Brittonum como fuente histórica. Debe tenerse en cuenta que esta primera mención del personaje dista al menos tres siglos de la época en que presuntamente vivió. Por otro lado, ninguno de los historiadores que escribieron sobre esta época con anterioridad, como Gildas, en el siglo VI, o Beda, en el VII, mencionan a Arturo. En concreto, Gildas se refiere también a la victoria de los bretones en Monte Badon, pero el jefe de los bretones que aparece en su crónica no es Arturo, sino Ambrosio Aureliano.
El otro texto que parece apoyar la existencia histórica de Arturo data del siglo X: se trata de los Annales Cambriae, un texto misceláneo que data probablemente del siglo X, aunque con una compleja historia textual, por lo que seguramente recoge datos bastante anteriores. Los Annales también relacionan a Arturo con la batalla del Monte Badon, que fechan en 516:

Hubo la batalla de Badon, en la que Arturo llevó la cruz de Nuestro Señor Jesucristo sobre sus hombros tres días y tres noches, y los bretones resultaron vencedores.

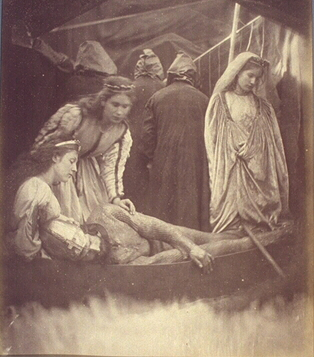
El rey Arturo herido reposa en la barca, fotografía de Julia Margaret Cameron.

Los Annales mencionan también la batalla de Camlann, en la que habrían muerto tanto Arturo como Medraut (Mordred) y que habría ocurrido en 537. Esta fuente se ha utilizado para confirmar la noticia de la Historia Brittonum según la cual Arturo luchó en la batalla de Monte Badon. Sin embargo, cabe la posibilidad de que la fuente de los Annales sea la propia Historia Brittonum.
La batalla de Monte Badon fue el mayor logro de los romanobritanos, quienes detuvieron el avance de los sajones durante varias décadas. Bastantes años después, la batalla de Deorham, en el año 577, representa la derrota del pueblo celta del sur y la separación de galeses y córnicos. Según los Annales Cambriae, la última batalla de Arturo habría sido la de Camlann, bastante anterior, en 537, inmediatamente después de un período crítico en que por causas climáticas hubo una fuerte pérdida de población por hambre y justo un año antes de la llegada del líder sajón que se convertiría en el primer rey de Wessex, Cedric. Los Annales Cambriae mencionan la muerte de Maelgwn Gwynedd, rey de Gwynedd, en el año 547 a causa de la Plaga de Justiniano, una pandemia que causó millones de muertes en Europa y que generalmente se atribuye a la peste bubónica. La historia de auge y decadencia que se refleja en el reinado de Arturo coincidiría con este período, comprendido entre finales del siglo V y principios del VI.
Otra fuente antigua que se ha aducido para probar la existencia histórica de Arturo es el poema galés Y Gododdin, formado por varias composiciones elegíacas compuestas en honor de los britanos del reino de Gododdin caídos en combate contra los anglos a finales del siglo VI. En una de sus estrofas se menciona a un héroe que «sació a los negros cuervos en las murallas de la ciudad, aunque él no era Arturo». Esta referencia resulta polémica. Por un lado, existe debate acerca de la fecha del poema y, dentro del mismo, de los versos mencionados: la horquilla de fechas iría desde el siglo VII hasta el IX o incluso el X. Por otro, se debate también hasta qué punto esta mención de Arturo puede hacer referencia a un personaje histórico, ya que también podría tratarse de un héroe mítico.
Por último, se ha propuesto también como testimonio de la existencia histórica de Arturo el hecho de que se conozcan los casos de cuatro o cinco personas que llevaron este nombre en Gales y en Escocia durante los siglos VI y VII. Según algunos autores, se les habría impuesto el nombre de Arturo en memoria de un héroe ya fallecido. Sin embargo, no se conoce ningún caso semejante en el mundo céltico, por lo que otros estudiosos lo consideran una prueba muy poco fiable.

### Interpretaciones
La falta de menciones del personaje en fuentes antiguas es la razón principal por la que muchos historiadores recientes han excluido a Arturo de sus libros sobre la Britania post-romana. En opinión del historiador Thomas Charles-Edwards, «en este estadio de la investigación, lo único que puede decirse es que pudo muy bien haber existido un Arturo histórico [pero...] el historiador no puede actualmente decir nada de interés sobre él». Estas confesiones de ignorancia son relativamente recientes, ya que las generaciones anteriores de historiadores se han mostrado bastante menos escépticas: el historiador John Morris, por ejemplo, dio a su obra sobre la historia de Britania e Irlanda sub-romanas el título de "La época de Arturo" (The Age of Arthur; 1973). Con todo, fue poco lo que pudo decir acerca de un Arturo histórico.
Nadie sabe exactamente si el rey Arturo, el literario, realmente existió, lo que sí se sabe es que nunca hubo un rey de Inglaterra que se llamara o tomara el nombre de Arturo: los textos más antiguos en que es mencionado no se refieren a él como «rey», sino como «dux bellorum» ('jefe militar'). Entre quienes creen que existe un personaje histórico que originó la leyenda de Arturo se han propuesto diferentes alternativas. Las teorías sobre el origen de Arturo son muy variadas: algunos autores opinan que el personaje literario tiene una base real; otros consideran que desde su origen fue un personaje ficticio, mítico, tal vez incluso una deidad céltica semiolvidada.

#### Artorio
Según la teoría inicialmente propuesta por Kemp Malone, el personaje real que originó la leyenda pudo haber sido un militar romano llamado Lucio Artorio Casto (Lucius Artorius Castus), que vivió en el siglo II y llegó a ser praefectus de la legio VI Victrix y dux en una expedición a Armórica. Según Malone, el antropónimo "Artorius" pudo haber evolucionado hasta convertirse en "Arthur". En 1994, Littleton y Malcor añadieron un argumento para apoyar la identificación de Arturo con Artorio: según ellos, ciertos elementos de la leyenda artúrica (por ejemplo, la espada en la roca, el Santo Grial o el regreso de la espada de Arturo al lago) podrían tener un origen escita y estar relacionados con un personaje mítico llamado Batraz, y la única época en que se sabe con certeza que hubo escitas en Gran Bretaña fue precisamente el siglo II, cuando Artorio fue el comandante de un contingente de caballería sármata. Sin embargo, los elementos supuestamente escitas mencionados por Littleton y Malcor no aparecen en la leyenda artúrica hasta fecha muy tardía: no están presentes en la obra de Geoffrey de Monmouth, y alguno de ellos solo se inserta en la leyenda en el siglo XV, en La muerte de Arturo, de Thomas Malory. Esta teoría, por lo tanto, no ha suscitado consenso entre los estudiosos.
En 2004, Jerry Bruckheimer produjo El rey Arturo, una película que asociaba a Artorio Casto (Clive Owen) con el personaje legendario, y a su famosa cohorte de caballeros sármatas con los caballeros de la Mesa Redonda. También aparecía el personaje de Ginebra (Keira Knightley), esta vez como princesa picta que convence a Artorius de tomar partido por los britanos contra los sajones en la batalla del Monte Badon. El filme fue lanzado con el subtítulo de La verdadera historia nunca antes contada que inspiró la leyenda.

#### Riothamus
El historiador Geoffrey Ashe mantiene que el rey Riothamus (un título honorífico que vendría a significar algo así como 'rey supremo'), que vivió en el siglo V, y es mencionado en la obra del historiador Jordanes, escrita a mediados del siglo VI, es el personaje que originó la leyenda de Arturo. Riothamus envió un ejército a la Galia hacia 470 para apoyar al emperador romano Antemio en su guerra contra los visigodos, pero fue derrotado por ellos.

#### Athrwys ap Meurig

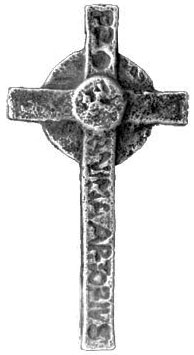
Cruz que posee la inscripción Pro Anima Artorius ("por el alma de Arturo").

Los historiadores aficionados Baram Blackett y Alan Wilson han sugerido que muchas de las historias del sur de Gales asociadas con el rey Arturo podrían referirse de hecho a Athrwys ap Meurig, posiblemente rey de Glamorgan y de Gwent. Este monarca vivió, según la opinión más extendida, durante el siglo VII; sin embargo, Blackett y Wilson consideran que vivió a comienzos del siglo VI. En el curso de sus investigaciones han hecho algunos relevantes descubrimientos arqueológicos: en 1983 descubrieron una lápida en Mynydd-y-Gaer en Glamorgan, con una inscripción que reza "Rex Artorius, Fili Mavricius", y en 1990 una cruz de electro (aleación de oro y plata) con la inscripción latina "Pro Anima Artorius" ('Por el alma de Arturo').
Por su parte, Chris Barber y David Pykitt han identificado también a Arturo con Athrwys ap Meurig utilizando un método similar. Ellos opinan, sin embargo, que emigró a Bretaña (noroeste de Francia) para convertirse en San Armel, que está enterrado en Saint-Armel-des-Boschaux.
En todo caso el vínculo de estos hallazgos arqueológicos con Athrwys es discutido. En la defensa de esta hipótesis se encuentran además claras motivaciones políticas para defender el vínculo del mito artúrico con la identidad galesa, de modo que otras hipótesis de origen serían vistas como «antigalesas».

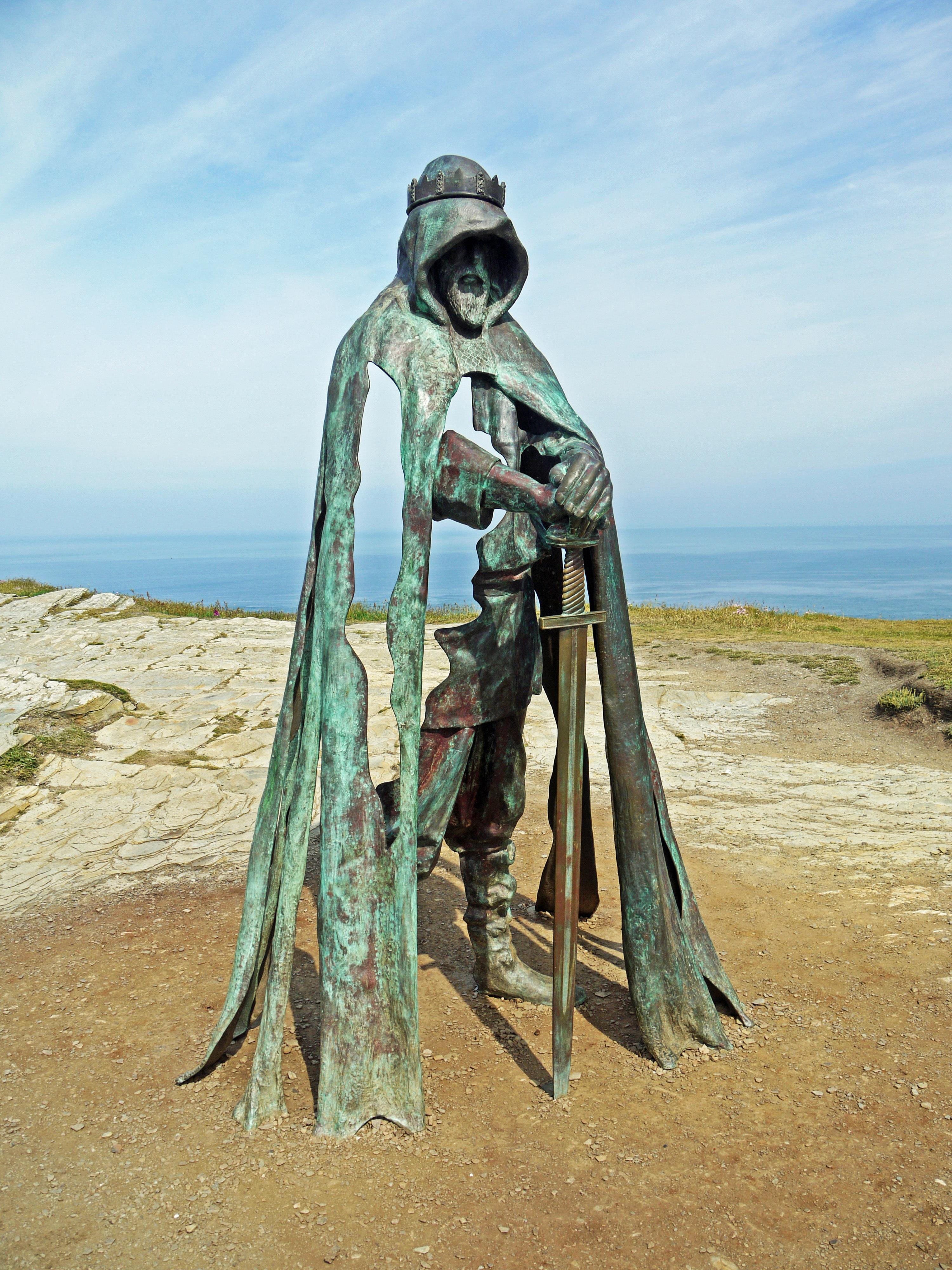
En lo alto de los acantilados de Tintagel se alza una estatua de bronce del rey Arturo agarrando su espada y mirando hacia las ruinas del castillo de Tintagel en Cornualles, Inglaterra.

#### Owain Ddantgwyn
Otra versión del mito artúrico es la de Owain Ddantgwyn, quien fue un caudillo britano descendiente de Cunedda y de sangre Votadini que reinó en Powys a finales del siglo V.
Aunque a primera vista su nombre no coincida, puede ser una derivación gaélica de su apodo «El Oso», puesto que en gaélico «oso» se pronuncia arth. Se le podía haber conocido con el sufijo britano –gur que significa 'hombre'. Esta teoría también arguye que Owain Ddantgwyn fue rey de Powys en el período que va desde la victoria britana de Badon hasta el saqueo de la capital Viroconium, que llegó a ser la ciudad más importante de Britania gracias a su posición estratégica y al mandato de Owain Ddantgwyn. Curiosamente, Owain Ddantgwyn fue vencido por su sobrino Maglocunus, como dice Gildas: «En los primeros años de tu juventud venciste al rey, tu tío, y a sus valientes tropas, mediante el fuego, la lanza y la espada». Y fue enterrado en los alrededores del estanque de Berth, cerca del pueblo de Baschurch, como el resto de los reyes de Powys.

## El nombre de Arturo
El origen del nombre galés Arthur es materia de debate. Algunos sugieren que se deriva del nombre de una familia latina: Artorius, con una etimología oscura y discutida. Y como se acaba de indicar, otros proponen una derivación del galés arth (proveniente de art), que significa 'oso', sugiriendo que art-ur, significaría 'hombre-oso' (proveniente de *arto-uiros), si bien hay dificultades también con esta teoría.
Podría ser relevante para el debate que el nombre aparece como Arthur o Arturus, en los textos latinos artúricos, pero nunca como Artorius. Sin embargo, esto podría no decir nada sobre el origen de la palabra, pues Artorius podría haberse convertido en Art (h) ur en su paso al idioma galés, lo que querría decir, según John Koch, que las referencias latinas serían posteriores al siglo VI.
Una teoría alternativa une el nombre de Arthur a Arcturus, la estrella más brillante en la constelación Bootes, cerca de la Osa Mayor. El nombre significa 'guardián del oso'. El nombre Arcturus podría haberse transformado en Art (h) ur en galés, y su brillo y posición en el cielo explicarían su conocimiento popular como 'guardián del oso' (debido a su proximidad a la Osa Mayor).
Aunque se asume que la derivación de Artorius podría significar que las leyendas artúricas tienen un origen genuinamente histórico, recientes estudios sugieren que esta asunción podría no estar fundamentada. Por el contrario, una derivación de Arcturus podría indicar un origen no histórico del nombre.

## El relato
El centro de la narración es la búsqueda del Santo Grial, aquella copa de la que bebiera Jesucristo en la Última Cena y de la cual se decía que tenía poderes curativos y regenerativos. Esta copa le habría sido entregada a José de Arimatea, cuyos descendientes la habrían llevado a Inglaterra. Merlín habría solicitado a Arturo que buscara el Santo Grial, por lo que este envió a sus caballeros de la Mesa Redonda a buscarlo.

### El nacimiento de Arturo
Fue Godofredo de Monmouth quien estableció definitivamente la historia del nacimiento de Arturo. El monarca literario es hijo del rey Uther Pendragon (en galés, 'Uther hijo del Dragón'), quien deseaba a Igraine, esposa de Gorlois, duque de Tintagel, lo que desató una guerra entre ambos hombres. Uther hizo que el mago Merlín embrujase a la mujer para que, cuando él entrase a sus aposentos, ella creyese que se trataba de su esposo. Uther, aprovechando el engaño, mantiene relaciones sexuales con Igraine y engendra así un hijo: Arturo. Gorlois muere en combate esa misma noche, y los sabios de Cornualles aconsejan a Igraine que se case con el rey Uther.
Al nacer Arturo, Merlín se lo lleva y lo entrega a un noble, sir Héctor, para que lo cuide y lo críe como a su propio hijo, Kay. Según la mayoría de autores, Igraine y Gorlois habían tenido a Morgause, Elaine y Morgana, de manera que estas eran hermanas mayores de Arturo por parte de madre. Las dos mayores acabaron casándose con reyes britanos, pero la pequeña Morgana fue famosa por aprender magia suficiente como para ser llamada Le Fay, es decir 'El Hada'. Algunos autores dicen que aprendió su magia en la isla de Ávalon, otros señalan que fue alumna del mismo Merlín y la Dama del Lago, y otras versiones dicen que Morgana fue encerrada en un convento por su nuevo padrastro, Uther, y que ahí aprendió su magia.

### Excalibur
A los 15 años, Arturo va con sir Héctor y Kay a Londres, donde los caballeros de toda Inglaterra intentan sacar una espada de su prisión en un yunque que a la vez se encontraba prisionera de un trozo de mármol (colocada por el rey Uther). Se decía que quien la liberase sería el rey de Inglaterra y el encargado de unificar todos los reinos de la isla (Uther había muerto unos años antes). Infructuosamente, todos los caballeros intentaron extraer la espada, pero es Arturo, sin ser caballero aún, quien logra liberarla, y le es revelada su verdadera identidad. Con la resistencia de todos los presentes (en especial su cuñado Lot, esposo de Morgause), es proclamado rey, sin embargo, poco a poco todos lo aceptan y Arturo jura impartir justicia a todos los hombres de Inglaterra sin tener en cuenta su posición social. En estos primeros días de su reinado los autores suelen situar el incesto de Arturo y una de sus medio hermanas, del que nacería Mordred. Algunos autores lo suelen presentar como hijo de Arturo con Morgana, pero Mallory y la Vulgata decían que Arturo se había acostado no con Morgana, sino con otra hermana, Morgause (en las primeras versiones Mordred es tan solo el hijo de una hermana de Arturo, y por lo tanto su sobrino, pero los autores fueron alterando el árbol genealógico con los siglos).
Poco después Arturo pierde su espada durante una batalla. El mago Merlín lo acompaña a un lago en cuyo fondo había un castillo en el cual vivía una hechicera llamada Nimue, la Dama del Lago. Esta mujer guardaba una espada maravillosa, Excalibur. Arturo le pidió la espada y Nimue se la regaló. Merlín observó la espada mágica de Excalibur: «Guardad bien esta espada» le advirtió al rey, «puesto que mientras la llevéis no perderéis nada de sangre, pero un día llegará una mujer en la que confiáis y os la robará».[cita requerida]

### Camelot y la búsqueda del Santo Grial
Ya en su castillo de Camelot, Arturo se rodea de los caballeros más valientes y honestos: Lanzarote (hijo adoptivo de Nimue), Perceval (hijo de Pellinore), Gawain (hijo del rey Lot y Morgause) y otros, junto con quienes funda la Orden de la Mesa Redonda. Gran Bretaña goza, entonces, de doce años de paz.
Los caballeros de Arturo, en busca del Santo Grial, combatían en bosques sombríos y castillos contra duendes, dragones y otras bestias, y regresaban a Camelot a contar sus aventuras en la mesa redonda donde se reunían.
Arturo fue ayudado por Merlín hasta que este desapareció junto a su amada Nimue y fue encerrado por ella en una colina hueca. La medio hermana de Arturo, Morgana, aprovechó esta situación para robar la vaina encantada de Excalibur y arrojarla al mar. Morgana actuó así con Arturo debido al matrimonio que su medio hermano le había obligado contraer con el rey Uriens, y porque Ginebra, la prometida de Arturo, había expulsado de la corte a Guiamor, su amante.
Durante la búsqueda del Santo Grial, todo apunta a que sir Lanzarote iba a encontrar el sacro objeto, pero su amor por la reina no lo hizo digno de tal premio. Cuando pasó una noche en el castillo de Corbenic, donde vivía el rey que custodiaba el grial, la hija de este rey, Elaine, se enamoró de Lanzarote, y mediante la magia adquirió el aspecto de Ginebra para yacer con él. De ésta unión nacería Galahad, uno de los caballeros destinados a encontrar el grial.

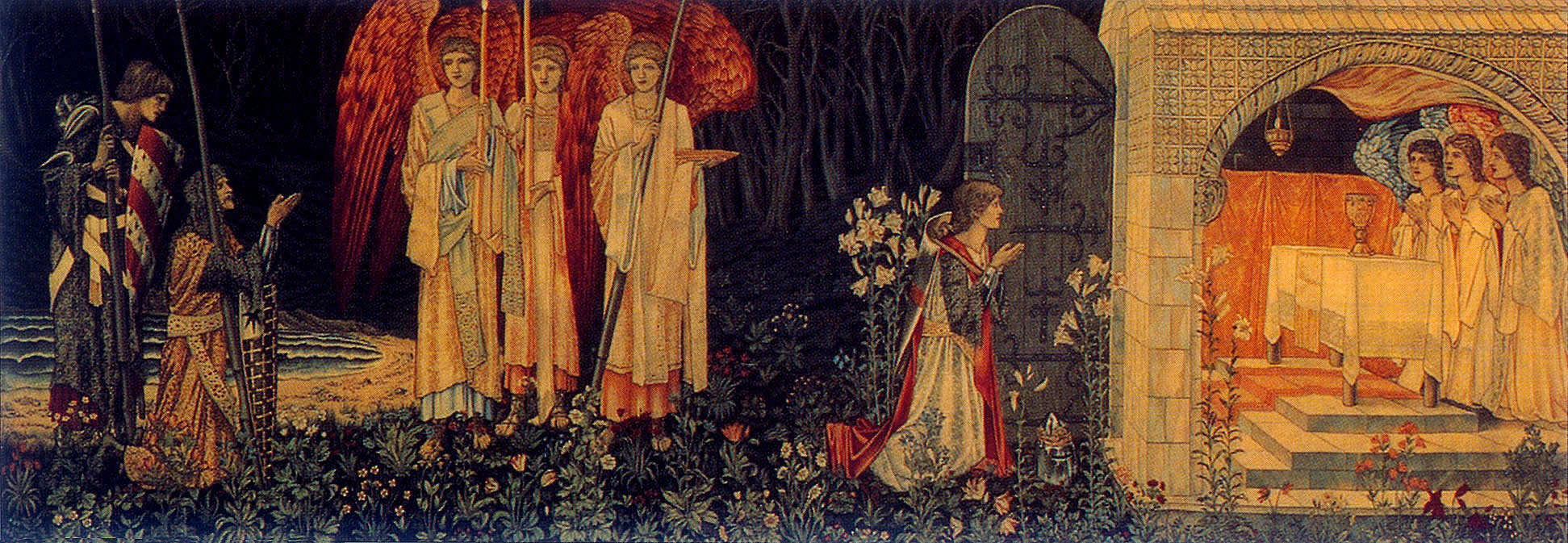
Galahad, Perceval y Bors encuentran el Santo Grial; pintura de Edward Burns.

### Mordred y la muerte de Arturo

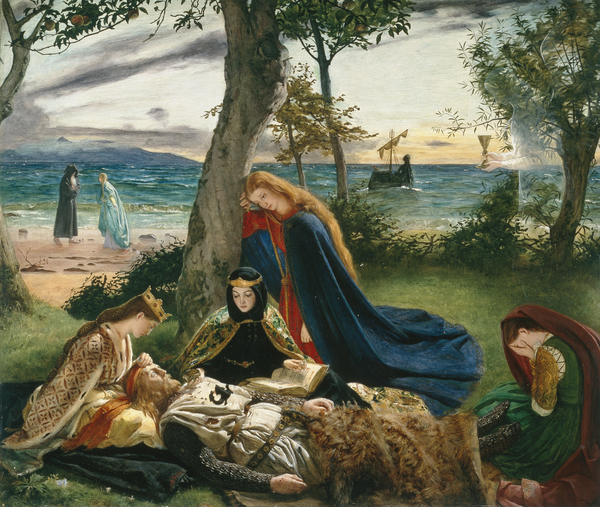
La Muerte del rey Arturo, por James Archer.

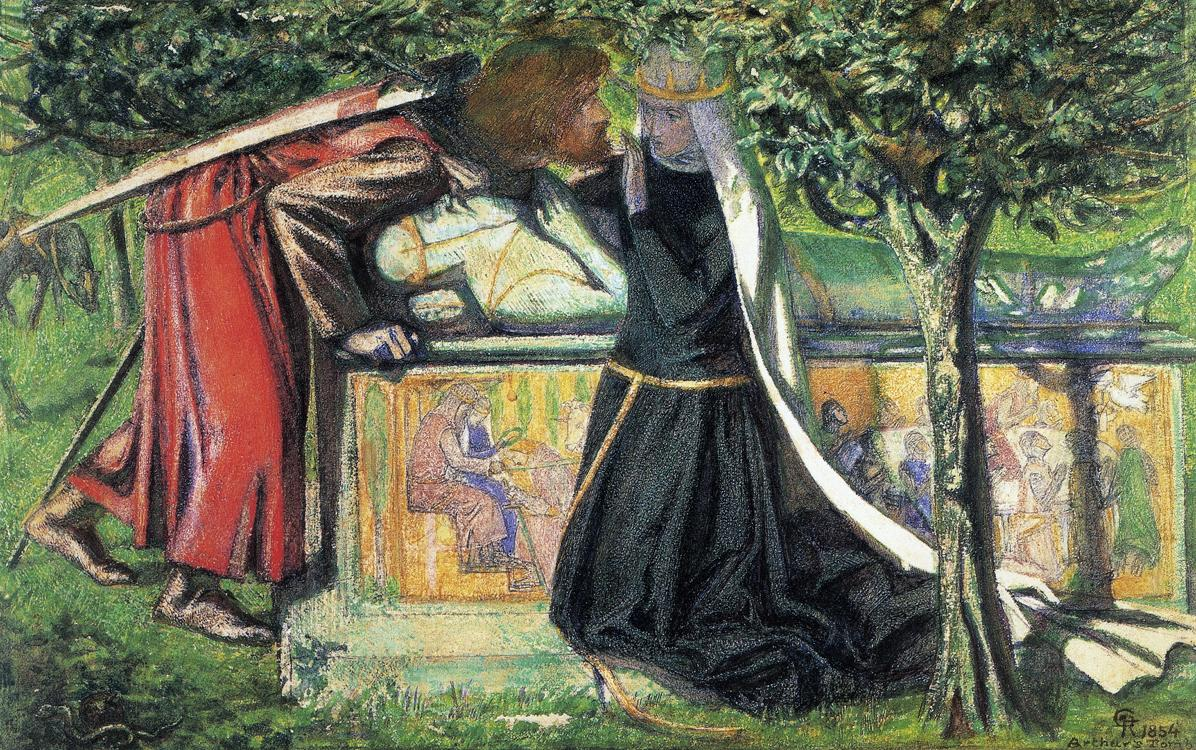
Lanzarote y Ginebra sobre la tumba de Arturo, por Dante Gabriel Rossetti.

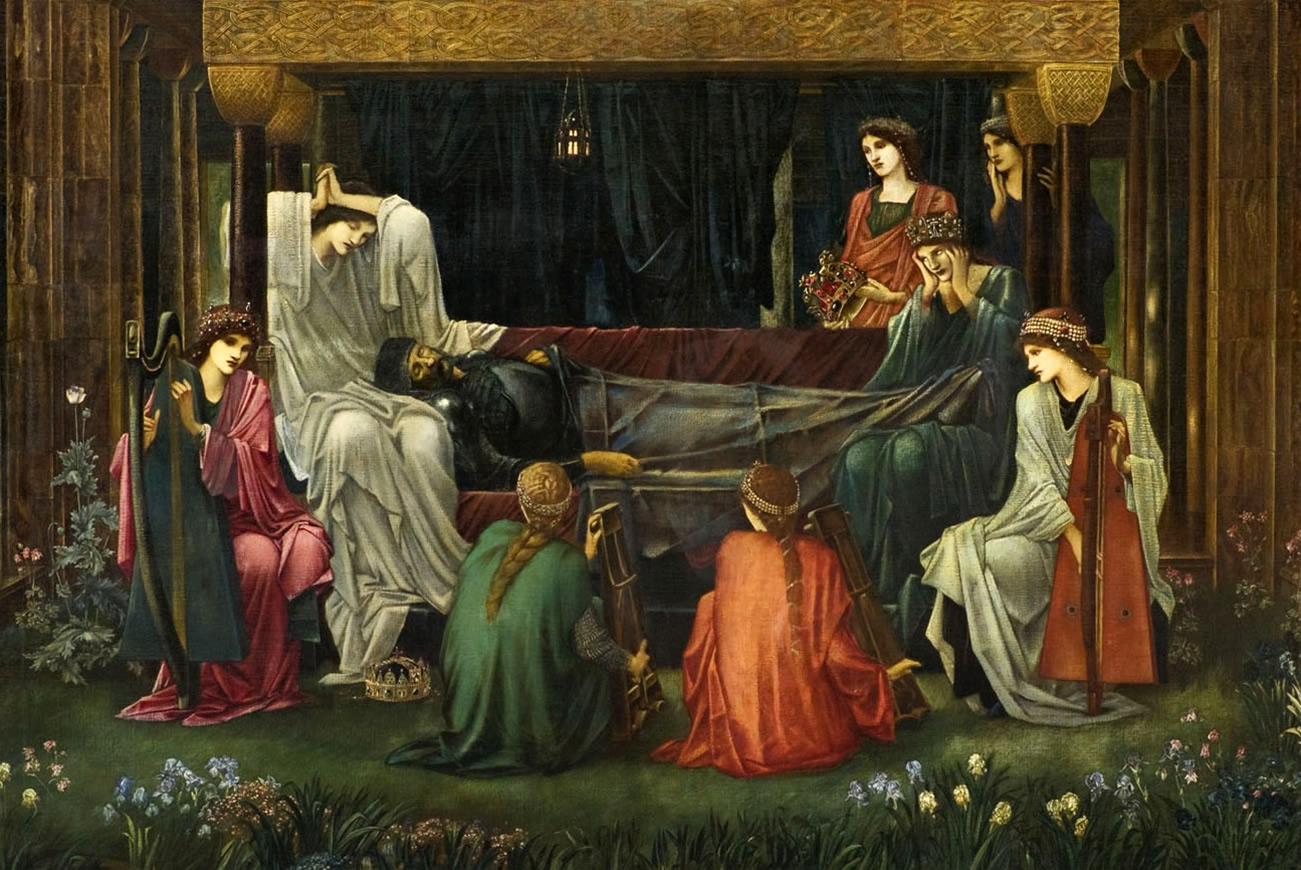
Detalle de El último sueño de Arturo, pintura de Edward Burne-Jones, en la que se representa cómo Morgana y otras hadas velan por el sueño del Rey.

Mordred, hijo de Arturo y Morgana, se entera del idilio de Ginebra y Lanzarote y lo denuncia ante Arturo, que se ve obligado a condenar a la hoguera a su esposa, según las leyes de la época. Lanzarote salva a la reina y huye con ella a Francia, aunque luego se ve obligado a devolvérsela a Arturo.
Arturo sale en persecución de Lanzarote y deja el reino a cargo de su hijo Mordred, quien se apodera del trono e intenta seducir a la reina Ginebra. Al regreso de Arturo, él y sus caballeros deben luchar para recuperar el trono, en la Batalla de Camlann. Arturo se enfrenta a su hijo, al que atraviesa con su lanza. Pero Mordred, antes de morir, hiere fatalmente a Arturo, que también muere.
La historia cuenta que Morgana lleva el cuerpo de Arturo en una barca hasta las orillas de la isla de Ávalon junto con otras reinas-hadas más, que podían haber sido Igraine, Elaine, la Dama del Lago (a la cual le fue devuelta Excalibur), la Reina de Gales del Norte, la Reina de las Tierras Baldías o la Reina de Más Allá del Mar. Posteriormente, cuando Ginebra muere, es sepultada por Lanzarote junto a la tumba del rey Arturo.
Muchos lugares se han señalado como la legendaria última morada de Arturo: según Chrétien de Troyes, fue en Cornualles; según Wace, en la Bretaña francesa, donde actualmente existe una Isla de Ávalon (Íle de Aval, en el municipio de Pleumeur-Bodou); también se ha apuntado a una antigua fortaleza de Adriano en Cumbria: Aballaka o Camboglanna, actualmente denominada Castlesteads, en la desembocadura del Edén, y también se ubicó según un conocido fraude en Glastonbury (en Somerset, Inglaterra). Pero hay que señalar que los pueblos celtas llevaron sus leyendas y las transpusieron a sus lugares de emigración (esto explica por qué hay varios bosques de Brocelianda o varios Cornualles). El origen etimológico de la palabra Ávalon estaría en la denominación celta bretona o galesa de una fruta: la manzana. Según otras versiones del final de Arturo este no murió, sino que tan solo se retiró a Ávalon. No está claro si este lugar designa realmente una isla o un valle que destacó en algún momento por su fruta y si contiene o no la tumba del rey muerto; como el propio Arturo, Ávalon vive plenamente en la historia de la literatura y de forma múltiple y muy borrosa en la realidad. Metafóricamente no sería otra cosa que una representación del más allá.
Si el ciclo artúrico inspiró en el siglo XIX numerosas obras de los prerrafaelitas, la muerte del rey supuso el mayor ejemplo, abordándola artistas como James Archer, Dante Gabriel Rossetti o Edward Burne-Jones, cuya última e inacabada obra El sueño del rey Arturo en Ávalon, es uno de los mejores ejemplos: Arturo, mortalmente herido tras la última batalla contra Mordred, ha sido llevado por tres reinas mágicas hasta la isla de Ávalon, donde permanecerá en un ensueño hasta que su presencia sea requerida de nuevo en la tierra.

## El mito

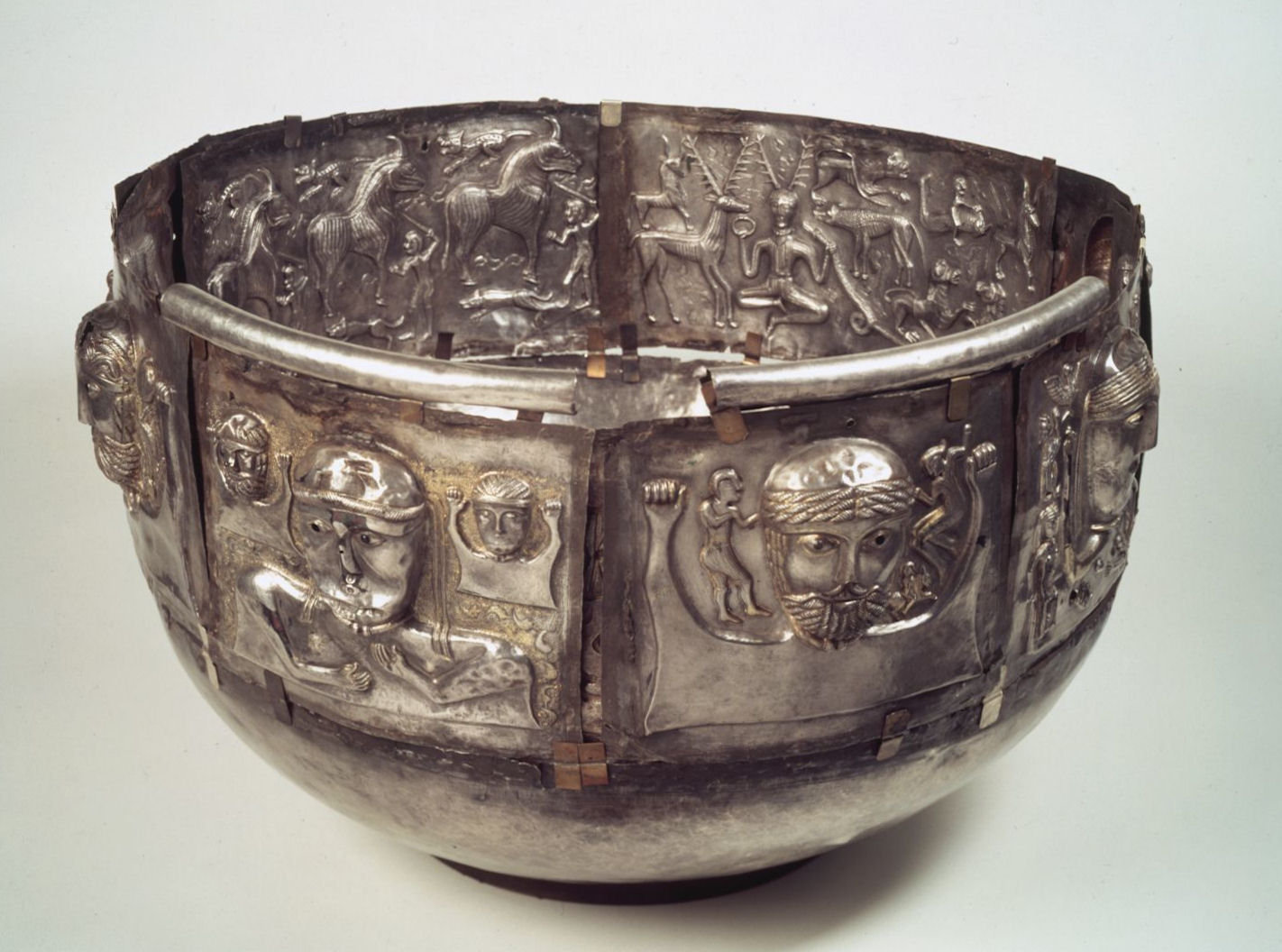
El caldero de Gundestrup, de origen celta.

Como mito el rey Arturo ha pasado a la iconografía popular como sinónimo de inteligencia, honor y lealtad. Su espada (Excalibur), un símbolo del poder legítimo. Su capital, Camelot, un lugar idílico de igualdad, justicia y paz. El hecho de que Arturo y sus caballeros se reuniesen en torno a una Mesa Redonda, parece indicar que Arturo era, conforme a la expresión latina, un primus inter pares, que significa 'primero entre iguales'. El rey Arturo también fue un símbolo en la mitología alemana.
En algunas leyendas se cuenta que Morgana era una bruja de magia negra, una nigromante y que ella misma con su magia negra mató al legendario Merlín; pero otras historias desmienten esta versión y presentan a una Morgana víctima de las circunstancias. Otras versiones dicen que Morgana era la Madre de Mordred, pero Arturo no era su padre, y a la muerte de Arturo, Merlín se lo lleva al Otro Mundo, mientras que Lanzarote mata a Mordred y gobierna el país junto a Ginebra. También cuenta una leyenda que Arturo aún duerme bajo su país natal, oculto en una cueva, esperando que su pueblo lo vuelva a necesitar, y que hasta hoy los británicos esperan el regreso del rey Arturo. La versión más extendida de la no-muerte de Arturo es aquella que cuenta cómo el rey fue recogido por varias damas en una barca. Aquellas damas eran hadas que lo llevaron a la isla de Ávalon, donde su medio hermana Morgana lo acostó en una cama dorada, y allí sigue, velando el sueño de su hermano menor.

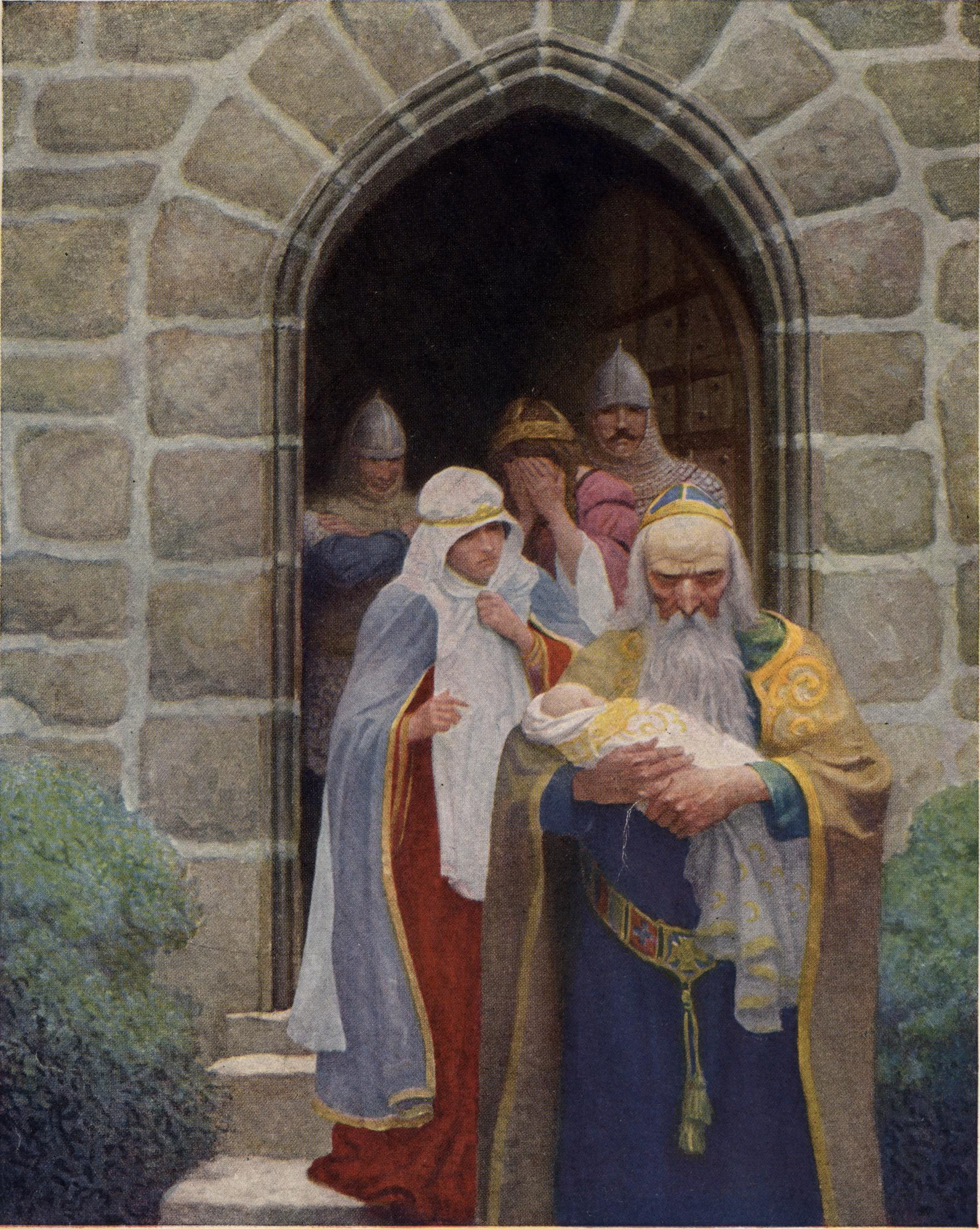
"El rey Uther e Igraine entregaron a Arturo al Mago Merlín nada más nacer". Ilustración de N. C. Wyeth (1922).

Mircea Eliade consideraba la leyenda de Perceval y del Rey Pescador como ejemplo de mito occidental tanto en lo que concierne al simbolismo y a los ritos del Centro, como a los temas iniciáticos.
Por su parte, Jessie L. Weston en su libro From Ritual to Romance (1920) indica que la búsqueda del grial por parte de los caballeros cristianos era una desviada y sublimada versión de una religión pagana de la fertilidad, centrada en el mito de un impotente rey y su estéril reinado. El poeta T.S. Eliot reconoció la influencia de este libro en la composición de The Waste Land (1922). También influyó, según reconoce el director Francis Ford Coppola, en la creación de la película Apocalypse Now, donde además aparece sobre la mesa del coronel Kurtz (Marlon Brando), mientras el coronel recita el poema de Eliot "The Hollow Men" ("Los hombres huecos").
La leyenda de Arturo ha ido incorporando en sus distintas versiones elementos míticos de los celtas, y uno de los más relevantes habría dado lugar al grial. El grial es parte de la mitología cristiana medieval, es decir que carece de referencias específicas en los textos bíblicos. Entre los diversos elementos que han entrado en la formación del mito, se encuentran las leyendas monacales con su contenido alegórico y las referencias, precristianas, a recipientes mágicos como el cuerno de la abundancia o los calderos del conocimiento de la tradición céltica.
Otro ejemplo es el mito del changeling, utilizado por Lord Tennyson en su poema Idilios del Rey en relación con Camelot:

“He aquí una ciudad de Encantadores, construida

por Reyes de las Hadas”; El segundo le respondió:

“Señor, hemos oído de nuestro sabio allá en nuestro hogar

del Norte que este Rey no es el Rey,

sino solo un changeling del País de las Hadas,

que sorprende a los paganos mediante hechicería

y mediante el poder de Merlín.” Habló de nuevo el primero:

“Señor, no hay tal ciudad en ninguna parte,

es todo una visión”.
“Here is a city of Enchanters, built	

By fairy Kings.” The second echoed him,	

“Lord, we have heard from our wise men at home

To Northward, that this King is not the King,	

But only changeling out of Fairyland,	

Who drave the heathen hence by sorcery	

And Merlin’s glamour.” Then the first again,	

“Lord, there is no such city anywhere,

But all a vision.”

## El Arturo literario
Con independencia de su popularidad como leyenda, la historia del rey Arturo juega un papel clave en la literatura europea. La mayoría de los relatos incluyen muchos hechos establecidos por la pseudohistoria de Geoffrey de Monmouth que se han ido enriqueciendo con leyendas de origen celta y la mitología cristiana de la Edad Media. En el nivel literario esta narración sería un paradigma de intertextualidad e interdiscursividad. Aunque el auge que se produce a partir del siglo XII parece estar ligado a la necesidad de la búsqueda de una legitimación religiosa de las monarquías feudales europeas, es un hecho que en torno a las narraciones de la leyenda artúrica se produjeron notables logros artísticos y avances literarios de toda índole.

### Evolución literaria del ciclo artúrico
Las escasas primeras referencias literarias, del siglo XI, están escritas en galés, mientras que en el siglo XII abundan ya las obras escritas en francés, anglonormando y latín.

#### Arturo y los antiguos bardos galeses
Existen dos citas atribuidas a los antiguos bardos del siglo VI.

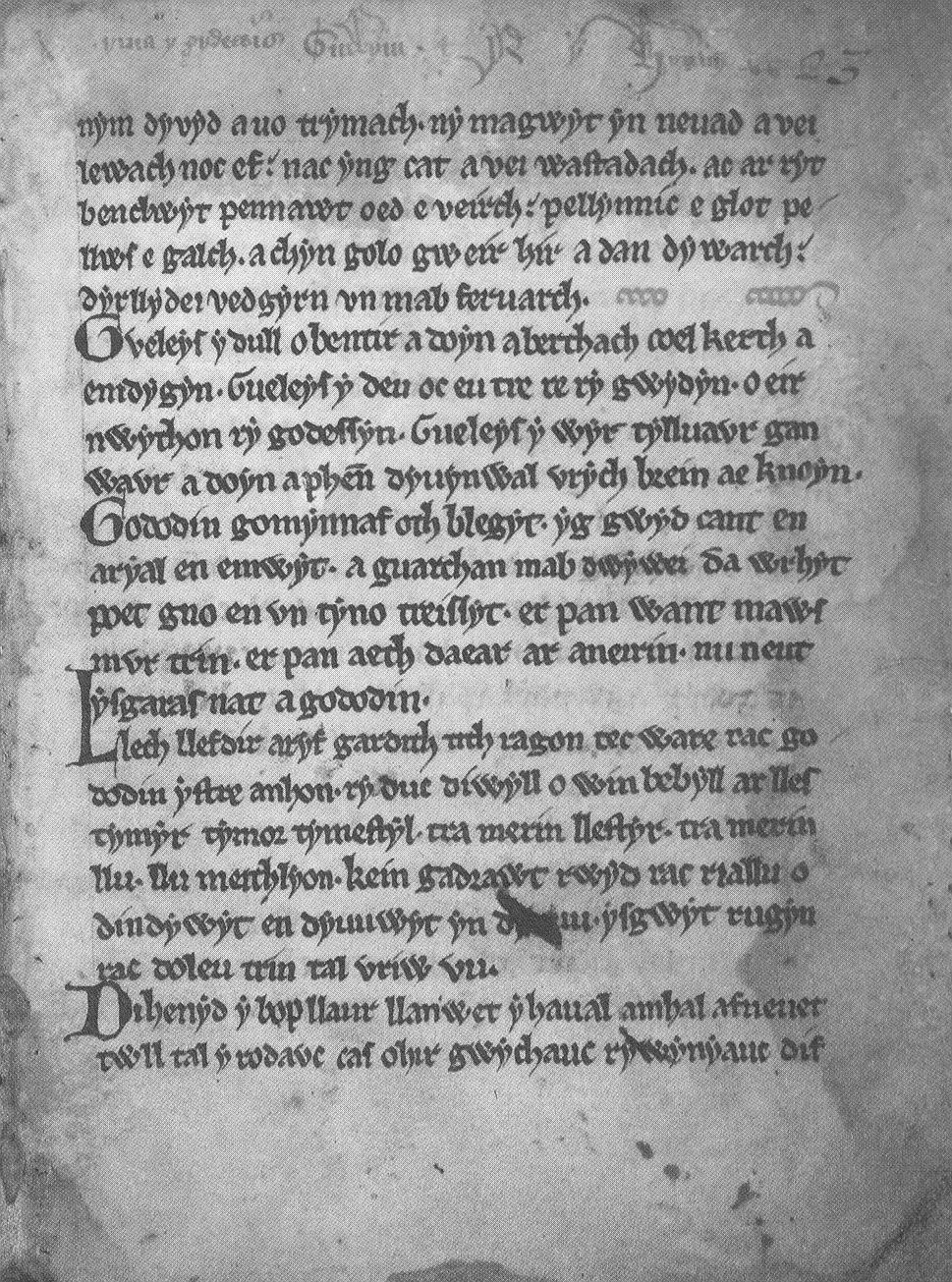
Página facsímil de Y Gododdin, uno de los textos galeses más antiguos entre los que se refieren a Arturo; 1275.

Por un lado, el libro de Taliesin contiene un poema, Preiddeu Annwn, en el que se relata el viaje del rey Arturo a Annwn, el inframundo galés, para llevarse de aquel lugar un caldero mágico entre cuyas propiedades se encontraba la de proporcionar comida en abundancia.  Aunque el poema es atribuido a Taliesin, la recopilación data del siglo XIV, por lo que no hay garantía de su autoría real y su datación histórica.
Por otro lado Y Gododdin, de Aneirin, también contiene referencias a Arturo, pero el manuscrito es también del siglo XIII, demasiado moderno para garantizar su validez histórica.
El Llyrf Coch Hergest (Libro Rojo de Hergesuno), escrito entre 1382 y 1410, es uno de los manuscritos medievales más importantes de la literatura galesa. Entre otros textos, cuenta con una copia en galés del Roman de Brut (1155), los relatos de Y Mabigoni, y poesías de algunos bardos medievales importantes.
El material más antiguo pertenecería al Llyfr Du Caerfyddin (Libro Negro de Caermarthen) (siglos XII-XIII), que incluye los poemas más antiguos en lengua celta galesa sobre el rey Arturo y el mago Merlín.
El Libro Blanco de Rydderch, perteneciente al manuscrito Mabinogion (s. XIV), en sus relatos 9, 10 y 11, deja sentir la influencia de la primitiva leyenda del rey Arturo según la versión de Geoffrey de Monmouth. Fueron también recogidos por Chrétien de Troyes:
- Owain, neu Iarlles y Ffynnon
- Peredur fab Efrog
- Geraint ac Enid

El relato Lludd a Llefelys, perteneciente también al manuscrito Mabinogion, narra las batallas del dragón rojo con un dragón blanco invasor, relato que por la vía del libro Historia Britonum pasa a integrarse en la leyenda artúrica a través del personaje de Merlín.
Así como del análisis histórico no se desprende nada concreto sobre el origen de la figura de Arturo, la edad de estos textos también imposibilita atribuir a ciencia cierta un origen puramente mítico de estos relatos.

#### Origen de la novela cortés y de los relatos sobre el Santo Grial
Las primeras obras de la novela cortés, que luego viene a llamarse de aventuras o novela de caballerías, aparecen en Inglaterra y en la corte de los señores de Champaña (en francés Champagne) en Francia.

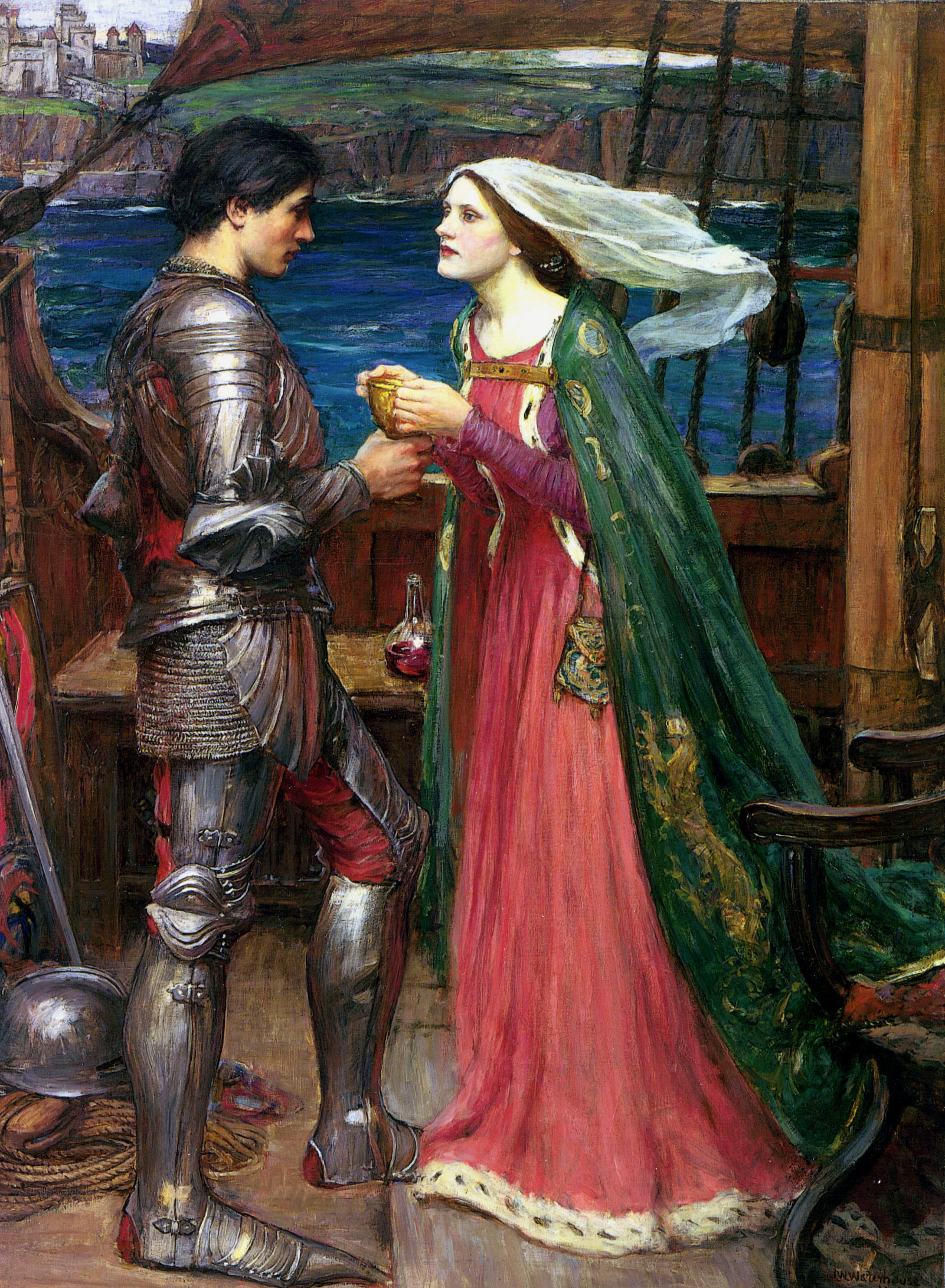
Durante el, el personaje de Arturo se va relegando por la acreción de historias colaterales como la de Tristán e Isolda. Cuadro de John William Waterhouse, 1916.

De entre todos los escritores de la época destaca Chrétien de Troyes (1135-1190), poeta de la corte de Champaña. Considerado el primer novelista de Francia y, según algunos, el padre de la novela occidental, destacan sus siguientes libros:
- Yvain, el Caballero del León (1170)
- Erec y Enide (c. 1176)
- Perceval o el cuento del Grial (c. 1180)
- Lancelot, el Caballero de la Carreta (1190)

Es también uno de los impulsores de la cristianización de la leyenda, pues entre otras cuestiones se le atribuye la inclusión del Santo Grial al relato artúrico. Chrétien habría encontrado la fuente de su inspiración innovadora en los «cuentos de aventura» bretones, que todavía pervivían entre los bardos de Bretaña, una región de tradición celta que recibió numerosas migraciones de los celtas britones, canal a través del cual se habrían difundido parte de las historias que conforman la leyenda artúrica.
Los romances del siglo XII, desde la perspectiva narrativa, presentan un cambio en el rol del propio rey: la mayor parte de la literatura de este siglo se centra menos en Arturo, dando preeminencia a otros personajes como Lanzarote del Lago y Ginebra, Perceval, Galahad, Morgana, Gawain y Tristán e Isolda.
Además del impulso cualitativo de Chrétien de Troyes, giro en la historia de la novela solo comparable con la aparición de Don Quijote de la Mancha, hay que considerar que el héroe de Arturo pasaría a sustituir en esta época al emperador del Ciclo Carolingio, coincidiendo también con el auge del Romance de Alejandro. Asimismo, el formato de novela de Chrétien, al fusionarse con la chanson de geste, daría origen a las novelas caballerescas y de aventuras en muchos idiomas.
Por su parte, el Roman de Brut del poeta Wace es una historia legendaria de Inglaterra escrita en anglo-normando hacia el año 1155 y derivada de la Historia Regum Britanniae, resultando la obra una etapa intermedia entre el estilo historiográfico y la novela artúrica. Destaca la dramatización de ciertos pasajes y la inclusión de diálogos y monólogos construidos en períodos anafóricos y que pueden versar incluso sobre sentimientos. La gran innovación de Wace, la creación de la Tabla redonda, ilustraba el concepto de primus inter pares, estrechamente conectado a la largesse (generosidad) tan apreciada tanto por los vasallos como por los señores feudales, de manera especial en la corte de Enrique II Plantagenet, a quien Wace dedicó su Roman de Rou.
A estos autores les seguirían otros franceses como Renaut de Beaujeu, autor de Le Bel Inconnu (traducido al español como El Bello Desconocido, Ed. Siruela. ISBN 84-85876-06-7), que relata la historia de Sir Gingalain (Guinglain, Gingalin, Gliglois, Wigalois, etcétera), un poema compuesto a finales del siglo XII.

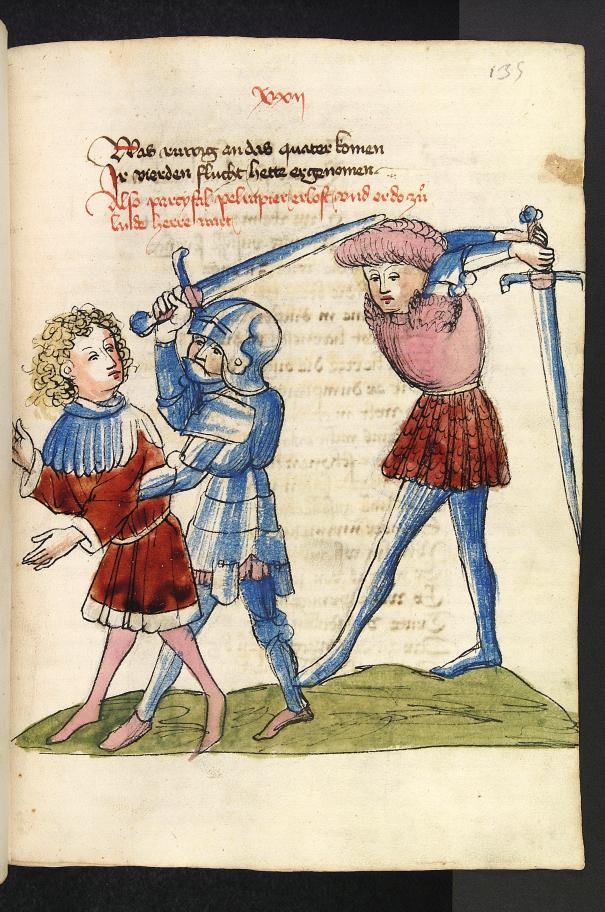
Página de un manuscrito iluminado de Parzival.

En este contexto la influencia de la narrativa del escritor francés se hizo evidente posteriormente en toda la narrativa europea y en especial en autores como Wolfram von Eschenbach, cuyo mayor logro fue Parzival, poema épico del siglo XIII que toma el mismo argumento que la obra de Chretién de Troyes denominada Perceval o el cuento del Grial. Según el erudito francés Jean Markale, el Parzifal (Percival) del autor bávaro "no tiene nada en común con el héroe primitivo de la tradición céltica".
El francés Robert de Boron, en Joseph d'Arimathie y Estoire del San Graal, abre otra vía narrativa al plantear que José de Arimatea usó la copa de la última cena para recoger las gotas de sangre que Jesús de Nazaret derramó en la cruz, y llevó la copa a Ávalon (identificada con Glastonbury, en Inglaterra), donde el grial estuvo oculto hasta la llegada del rey Arturo y su caballero Percival.
A partir de estos autores los textos se concentran en dos líneas narrativas diferentes. Por un lado las relacionadas con la búsqueda del Santo Grial, emprendidas por los caballeros del rey Arturo, y por el otro las que relatan la propia historia del grial desde los tiempos de José de Arimatea.
Por su parte, el Parzival influiría en el desarrollo literario del mito artúrico en las tierras germanas, dando lugar a títulos como el Lanzalet de Ulrich von Zatzikhoven, el Wigalois de Wirnt von Grafenberg, el Die Krone de Heinrich von dem Türlin, el Gauriel von Muntabel de Konrad von Stoffeln y El joven Titurel de Albrecht von Scharfenberg. Eschenbach y Troyes influirían también en el desarrollo del género de los libros de caballerías en España, que incluyen el conocido Amadís de Gaula, donde es reconocible la relación con el Parzival.
Prácticamente al mismo tiempo que se culminaba el Parzival, Layamon (Laȝamon) completaba su poema Brut (c. 1215), que aunque relacionado con el Roman de Brut de Wace, se basa fundamentalmente en la Historia regum Britanniae de Geoffrey de Monmouth. El poema es la primera historiografía escrita en inglés desde la Crónica anglosajona. Este poema proveyó de inspiración a numerosos escritores posteriores, incluyendo a Thomas Malory y a Jorge Luis Borges, y tuvo un significativo impacto en la escritura inglesa sobre historia la Edad Media.
Otro autor alemán influido por Chretién de Troyes es Hartmann von Aue. Junto con Wolfram von Eschenbach y Gottfried von Straßburg, es uno de los más importantes poetas épicos del alto alemán medio (mittelhochdeutsche Klassik) alrededor del año 1200. Él y Heinrich von Veldeke son considerados los primeros autores alemanes de la novela cortesana. Este autor, en su primera fase creativa, escribió las épicas artúricas de Erec y Iwein, basadas en la historia francesa de Erec et Enide.

#### Tradición literaria de Arturo
Además del Perlesvaus (anterior a 1250), en el que se trata de la demanda del Santo Grial, conviene mencionar el grupo de romans artúricos conocidos hoy día por el título colectivo de Vulgate (Vulgata, antes de 1240). La Vulgata, también conocida como Lanzarote-Grial o Pseudo-map, consta de los siguientes romances: Lancelot (Lanzarote),Estoire del Saint Graal (sobre José de Arimatea), Mort Artu y Estoire de Merlín.
La Queste du Saint Graal (La búsqueda del Santo Grial, anónimo compuesto hacia 1230), que se centra en la trayectoria de Galahad, es uno de los libros del ciclo dotado de más singularidad literaria.
Poco después de 1240 se hizo una versión abreviada (denominada PseudoBoron) de este ciclo, de la cual no sobreviven en francés más que fragmentos. En este ciclo del PseudoBoron se llegó a asociar a Tristán y sus amores con lo artúrico propiamente dicho. Más tarde se agregó a este ciclo (que carecía del Lanzarote) un Brait (baladro) de Merlín, del que sobrevive solo el Baladro español. Es esta versión de la Vulgate, abreviada a pesar de sus adiciones posteriores, la que pasó al portugués y al español e influyó enormemente en los libros de caballerías compuestos poco después en la Península, aunque la influencia directa de la Vulgate francesa siempre existió. Asimismo, y en general, es una de las mayores fuentes de la leyenda del rey Arturo. Se dice que está fuertemente influida por los escritos de Bernardo de Claraval. El Lanzarote-Grial es una de las mayores fuentes en que Thomas Malory se apoyó para su obra Le Morte d'Arthur.

#### Florecimiento de la novela artúrica en Inglaterra

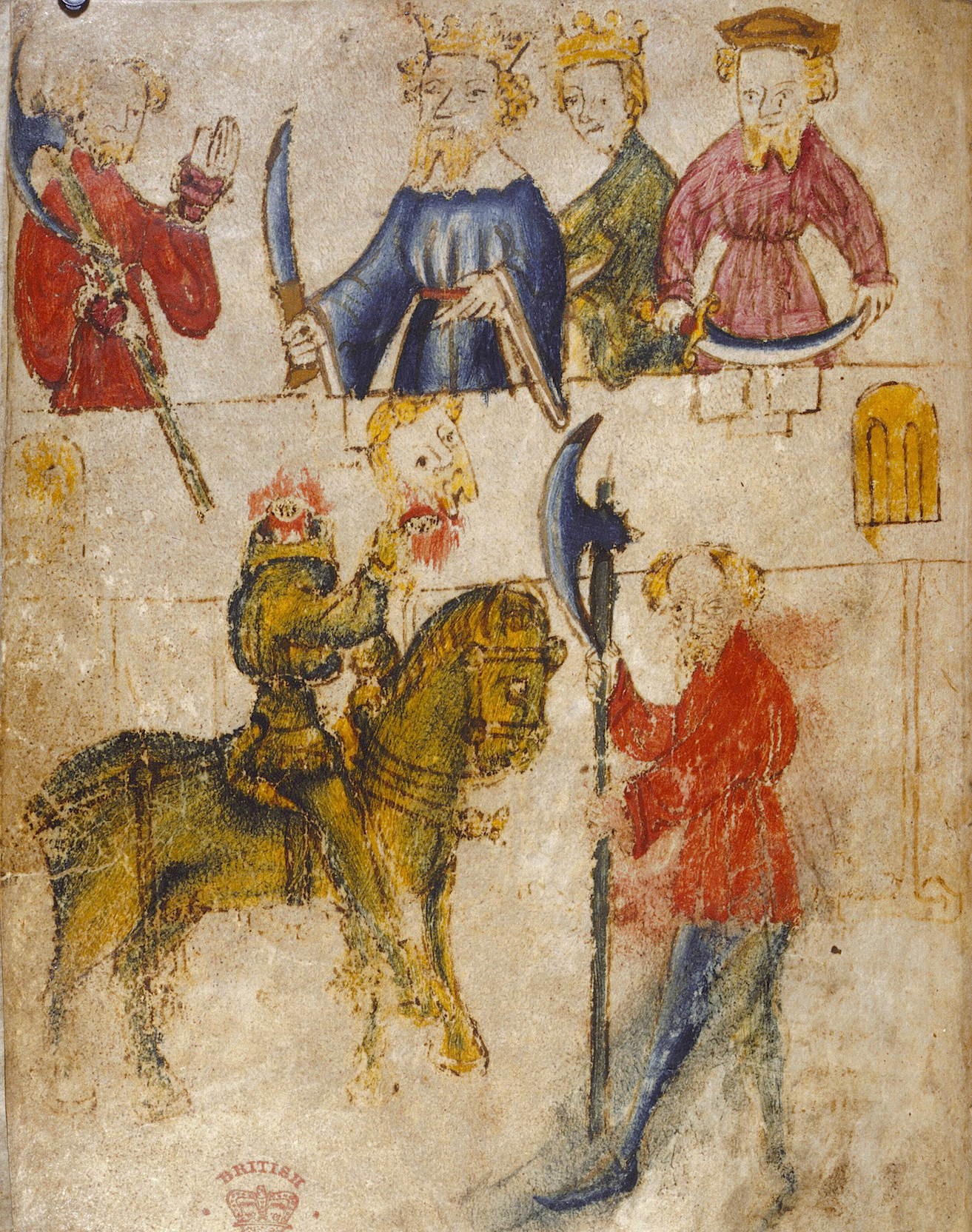
Sir Gawain y el Caballero Verde (artista desconocido, manuscrito original).

Sir Gawain y el Caballero Verde es un romance métrico de finales del siglo XIV escrito en un único manuscrito, que también contiene tres otras obras de orientación más cristiana, y cuenta la lucha de Gawain (sobrino de Arturo) contra el Caballero Verde, fruto de los hechizos de Morgana, que había sido enviado por ella a la corte de Camelot para asustar a la Reina Ginebra. Los cuatro poemas están enlazados por el uso de un dialecto común, la variedad dialectal de los Midlands del noroeste del inglés medio. Aun así, el eje de la historia de Sir Gawain y el Caballero Verde es más antiguo y comprende muchos elementos, siendo el principal el tema de la decapitación, central en la mitología celta, aunque también incluye elementos de su tiempo, siendo el más importante el de la peste negra.
Por su parte, el libro La muerte de Arturo, de 1485 (a veces publicado con el nombre Le Morte d'Arthur, y aparecido en su primera publicación y en algunas ediciones modernas como La mort d'Arthur), que es la versión de Sir Thomas Malory sobre la historia del rey Arturo y los Caballeros de la Mesa Redonda, es la única obra literaria inglesa escrita entre Chaucer y Shakespeare que continúa siendo ampliamente leída (según L. D. Benson), siendo una de las más influyentes, debido a su gran calidad y a los avances narrativos que presenta.
El brillante cierre artúrico de la Edad Media en Alemania fue protagonizado por las varias obras del siglo XV de Ulrich Fuetrer, antes de perder buena parte de su atracción para los espíritus de los pueblos europeos por algunos siglos, obsesionados entonces por el clasicismo.

#### Materia artúrica en la literatura moderna y contemporánea
Los siglos XVI, XVII y XVIII fueron menos abundantes en producción literaria referida a Arturo y sus caballeros.
En la época victoriana, las leyendas artúricas, en parte como vehículo de la idealización de la monarquía y en parte a causa de la preferencia del Romanticismo por las historias medievales, fueron abordadas por los escritores ingleses, destacando especialmente Alfred Tennyson (1809-1892). Lord Tennyson abordó los mitos artúricos en varias obras, estando entre las más citadas La dama de Shalott y los Idilios del rey, obra que ilustró Gustave Doré. En esta época se hizo ampliamente conocida la obra de Malory, produciéndose un auténtico "revival" de la leyenda, que se plasmó también en el terreno pictórico.
Mark Twain, en 1889, publicó Un yanqui en la corte del rey Arturo, uno de los ejemplos más tempranos de "viaje en el tiempo". En Time and the Witch Vivien, también de 1889, el poeta irlandés W. B. Yeats relata la muerte de la Dama del Lago, tras perder en un juego de ajedrez contra el Padre Tiempo.

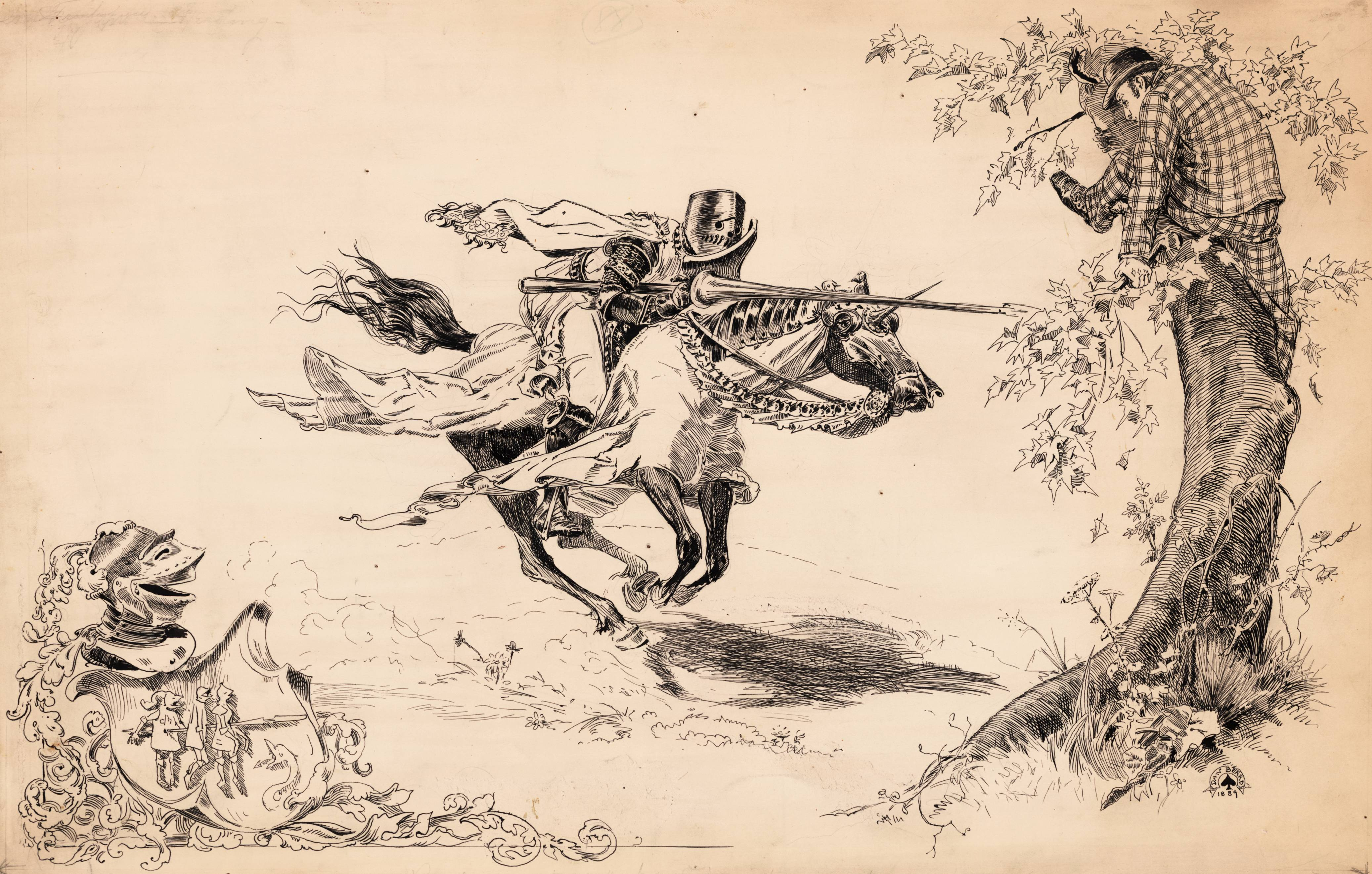
Frontispicio de Daniel Carter Beard para Un Yanqui en la corte del rey Arturo; 1889.

El romance artúrico medieval incluye el concepto de «tierra baldía», asociado a la historia del Rey Pescador: un territorio que no recuperaría su fertilidad mientras no desapareciese la maldición que pesaba sobre él. T. S. Eliot, influido por esta historia y también por la interpretación del mito de Joseph Campbell, escribió una de las obras más relevantes de la literatura inglesa del siglo XX: el poema La tierra baldía (1922).
El siglo XX ha aportado una enorme cantidad de títulos basados en la leyenda o sus personajes, especialmente desde la década de 1930, y de una forma más acusada en los últimos 30 años del siglo, al albur del éxito del género de la novela histórica, al que contribuyó sin duda la enorme proyección de ventas de Las nieblas de Avalón, de Marion Zimmer Bradley (1982).
En 1937 Harold Foster comenzó a publicar en prensa la tira de prensa del Príncipe Valiente, que forma parte del imaginario moderno y que actualmente se publica en más de 300 periódicos estadounidenses. En ella, el propio rey Arturo es un personaje muy notorio y participativo en varias aventuras del protagonista.
Thomas Mann adaptó liberalmente el tema del Gregorius de Hartmann von Aue en su novela Der Erwählte (1951), que contiene innumerables alusiones artúricas.
Otro prestigioso autor, John Steinbeck, escribió en 1976 Los hechos del rey Arturo y sus nobles caballeros.
La leyenda de Arturo también se popularizó enormemente en el final de siglo por influencia del cine, destacando películas como el musical Camelot (1967), el Lancelot du Lac de Robert Bresson (1974), la comedia Los Caballeros de la Tabla Cuadrada, de Monty Python (1975) y la película de John Boorman Excalibur (1981).
El éxito arrollador de Las nieblas de Avalón (1983), de Marion Zimmer Bradley, abriría la puerta a una innumerable secuencia de libros, tanto de ficción como de ensayo alrededor del ciclo artúrico, lo que generó un boom literario que continúa a principios del siglo XXI, en el que destacan autores como Stephen R. Lawhead o T. A. Barron, entre otros. (Ver libros editados en Lista de libros sobre el Rey Arturo, en la Wikipedia en inglés)

### Ciclo artúrico en España
La primera referencia histórica sobre el conocimiento del mito artúrico en España se encuentra en el Museo de la Catedral de Santiago de Compostela, donde está expuesta una columna procedente de la antigua fachada norte de la Catedral representando varios episodios de la vida de Tristán y confirmando así que una primitiva versión del Libro de Tristán era ya conocida en Compostela entre 1105 y 1110.
Por causa de las invasiones sajonas en Gran Bretaña hubo una migración en los siglos V y VI que originó el Obispado de Bretoña, principal vía de contacto con otros monasterios célticos. Esta diócesis, gobernada por el Obispo Mailoc o Maeloc, estuvo adherida al rito celta desde su constitución por el Segundo Concilio de Braga en el año 572 hasta el Cuarto Concilio de Toledo, celebrado en el año 633. Ocupó un lugar que los expertos identifican habitualmente con la actual parroquia de Santa María de Bretoña, en el concejo lucense de Pastoriza. Esta diócesis se fusionaría junto con otras parroquias en la Dioecesis Mindoniensis-Ferrolensis (Diócesis de Mondoñedo-Ferrol).
También constan numerosas peregrinaciones de escotos, galos, britones y cornubienses en el Codex Calixtinus. Cualquiera de estas vías podría haber facilitado el conocimiento de estos relatos, siendo Galicia la región donde más influencia ha habido de las leyendas artúricas.

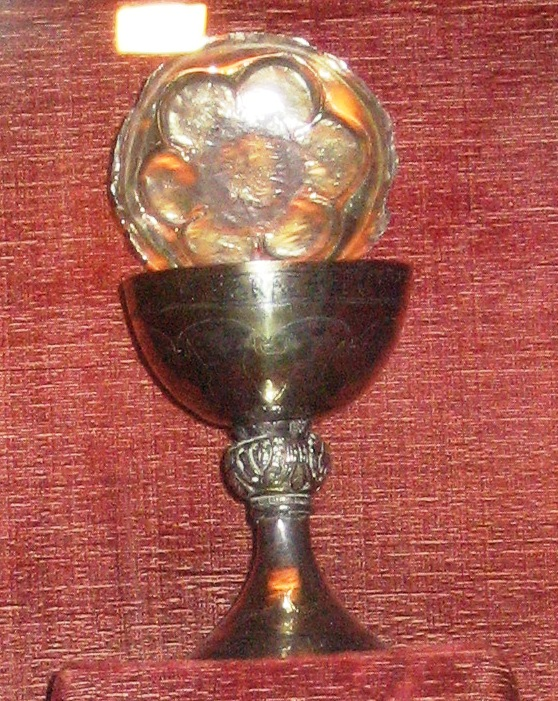
Cáliz y patena de El Cebreiro.

Además de estas vías, el Camino de Santiago habría servido al menos desde el siglo XII como ruta para la difusión de las versiones francesas y alemanas de la leyenda artúrica, que podrían haber dado origen al mítico Grial de O Cebreiro, actualmente representado en el escudo de Galicia, que ha incluido el Santo Grial bajo distintas representaciones al menos desde el siglo XIII. En cualquier caso, para muchos autores el milagro de este cáliz habría sido utilizado como inspiración por Richard Wagner en la composición de Parsifal.
En el resto de España se divulgó también el mito del rey Arturo, quien fue conocido como rey Artús en las lenguas peninsulares. Conviene mencionar las refundiciones españolas procedentes directa o indirectamente de la Vulgata y de la Post-Vulgata. Son estas versiones el Lanzarote, Estoria de Merlín, Tristán de Leonís, Libro de losef Abarimatía, Baladro del sabio Merlín y La demanda del Santo Grial (incluso La muerte de Artús, de manera muy breve). De estas refundiciones se conservan en español versiones enteras pero tardías de Tristán, Baladro y Demanda, juntamente con fragmentos de Merlín, losep y Demanda. Durante la época de estas refundiciones (desde fines del s. XIII hasta mediados del XIV) se hicieron asimismo refundiciones gallegas o portuguesas de los antedichos relatos, desgraciadamente no conservadas sino en versiones tardías Enciclopedia GER. En 1414 Lanzarote del Lago fue copiado; se conserva también una copia del Libro del Santo Grial, de la Historia de Merlín, del Libro de Lanzarote del Lago y de la Demanda del Santo Grial en un mismo y famoso códice salmantino de 1469-1470 hecho por «Petrus Ortiz». Las traducciones principales impresas fueron:

Escudo de Galicia.

- Estoria de Merlín e de cuyo hijo fue e del rey Artús e de cómo ganó la Gran Bretaña que se dize Inglaterra, impreso ca. 1497
- Libro de Josep Abarimatía o Libro del Santo Grial
- Post vulgata
- Lançarote
- El baladro del sabio Merlín, impreso en Burgos, 1498 y luego en Sevilla, 1535.[49]
- Demanda del Santo Grial con los maravillosos hechos de Lançarote y de Galaz, su hijo, impreso en Toledo en 1515 y a partir de 1535.

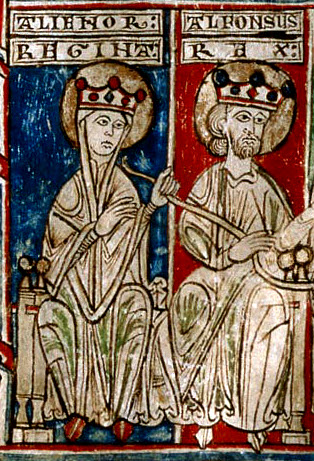
Miniatura del que representa a la reina Leonor Plantagenet junto a Alfonso VIII. Biblioteca Nacional.

Todos cuantos han tratado el tema del origen y presencia de la materia de Bretaña y, en concreto, de los temas artúricos en España han aducido a Alfonso X como referente principal. Entwistle propone esta transmisión como «la historia de una tradición familiar» que procederá de Leonor (1170-1214), la hija de Enrique II Plantagenet y esposa de Alfonso VIII, el Noble, quien habría traído consigo una Historia regum Britanniae y con ella habría instaurado esta tradición literaria familiar. Alfonso X, por tanto, habría desempeñado un papel importante, no solo aludiendo a los temas artúricos, sino recogiendo datos de la Historia regum Britanniae en su General estoria. Jole Scudieri Rugieri (1964), por su parte, anticipaba que el título XX de la Partida Segunda no se habría podido escribir sin el conocimiento de esta tradición.
Se ha mencionado por otra parte la relación del Amadís de Gaula con Parzival. A su vez, su contraparte, Don Quijote de la Mancha, de Cervantes, menciona al "Rey Artus" en varias ocasiones. Estas menciones también se habían producido en Tirant lo Blanc (1490).
Con posterioridad la literatura española participa de la influencia de Lord Tennysson a través de Ecos de las montañas de José Zorrilla, quien también traduciría Merlin and Vivien, del poeta inglés. Los poemas artúricos de Tennysson también fueron traducidos por Lope Gisbert y Vicente de Arana. El gallego José Ojea publicó una leyenda denominada "gallega", a la que asignó el título de Énide, que fue publicada en el histórico volumen del renacimiento cultural gallego de la época, titulado Célticos. Cuentos y leyendas de Galicia.
El ciclo artúrico también influyó en España a través de las óperas de Richard Wagner, destacando Emilia Pardo Bazán, con el cuento El Santo Grial (1899), y varios autores catalanes como Alexandre de Riquer y Jeroni Zanné, entre otros.
Al igual que sucede en Gran Bretaña, el mito artúrico también fue empleado en el nacionalismo de las regiones celtas, y en concreto en Galicia. Uno de los autores más destacados sería el poeta Ramón Cabanillas. Sin embargo, el autor más fecundo y relevante es Álvaro Cunqueiro, sin olvidar la obra de Xosé Luis Méndez Ferrin y La saga/fuga de J. B. de Torrente Ballester.
Joan Perucho publicó en 1957 su Llibre de Cavalleríes, de inspiración medievalizante, que junto con Merlín e familia de Cunqueiro constituyó una de las más importantes alternativas al "mainstream" realista y costumbrista de la literatura española de la época.
Los títulos más recientes pertenecerían a la inspiración Galicia-celta, que se habría retomado con cierta intensidad en los '80 y en la que participan escritores como Carlos González Reigosa, Darío Xohán Cabana o Ricardo Carvalho Calero. Todos ellos nacidos, como Cunqueiro, en el norte de Lugo, una zona de indiscutible raigambre literaria, que al igual que ocurrió en la Edad Media se habría convertido de nuevo en motor de la leyenda artúrica dentro de la península ibérica.
En el terreno editorial es importante mencionar las traducciones de Carlos Alvar de la Vulgata artúrica en Alianza Editorial, así como la labor de la Editorial Siruela, en sus dos colecciones: Selección de lecturas medievales (cerrada) y Biblioteca Medieval Siruela.

### Ilustradores
El gran número de títulos y ediciones de libros relacionados con la leyenda artúrica ha generado una importante actividad por parte de los ilustradores.
Entre los más reconocidos estarían Gustave Doré, Aubrey Beardsley, Walter Crane, Howard Pyle, su discípulo N. C. Wyeth, Lancelot Speed y Arthur Rackham. Destaca también la fotografía de Julia Margaret Cameron, amiga de Lord Tennyson y pionera en el uso de la ilustración fotográfica en los Idilios del rey.

#### Galería de ilustraciones

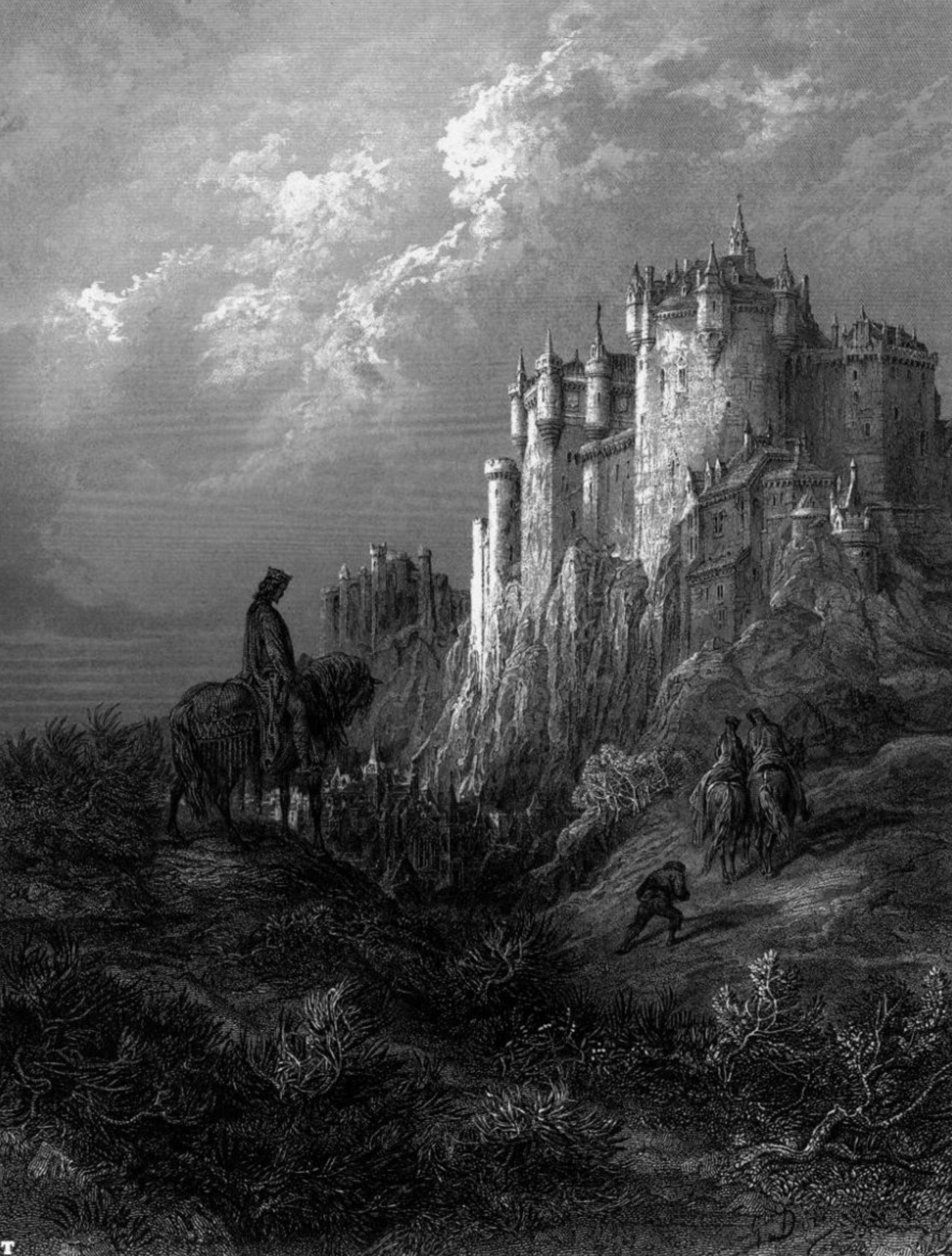
Camelot, ilustración de Gustave Doré para los Idilios del rey, de Lord Tennyson.
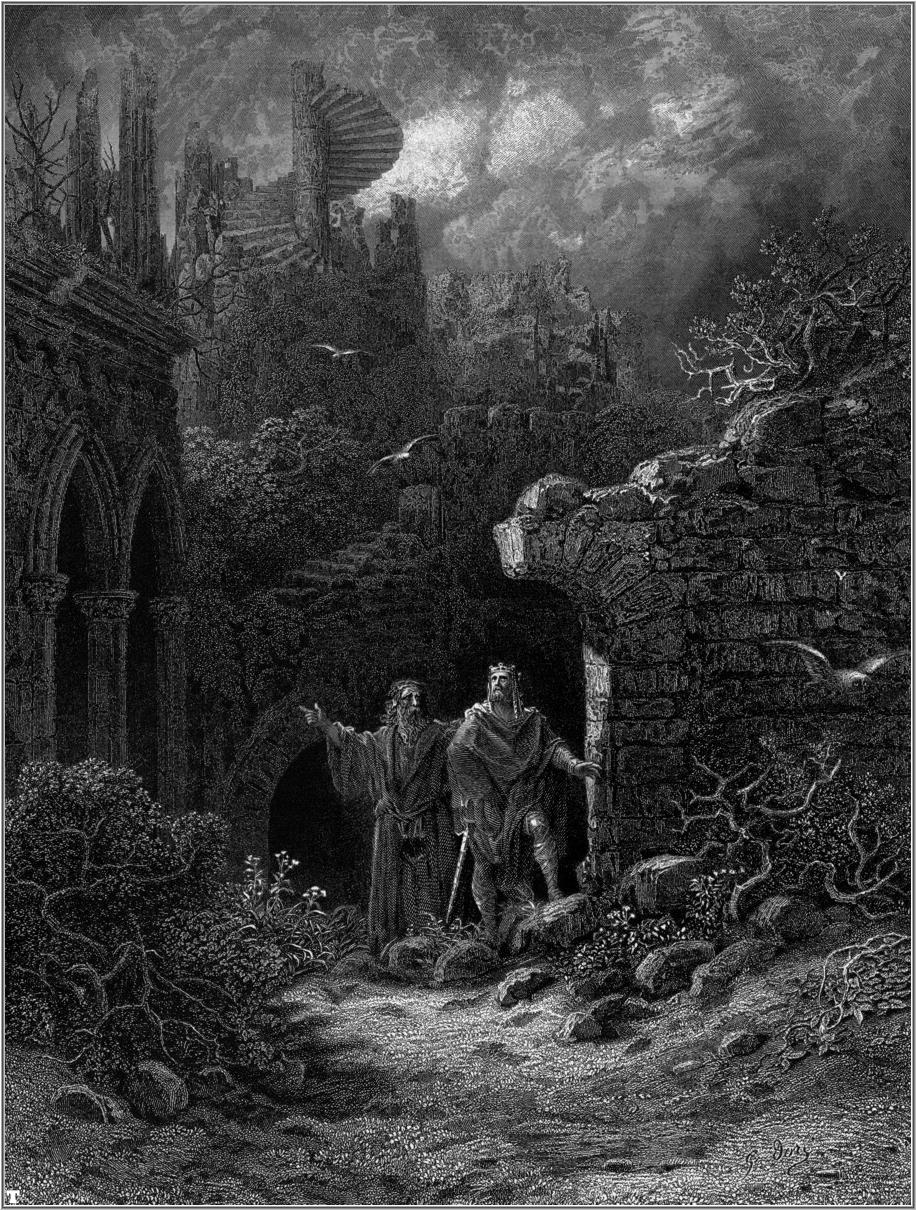
Merlín aconsejando al Rey Arturo, ilustración de Gustave Doré para los Idilios del rey, de Lord Tennyson.
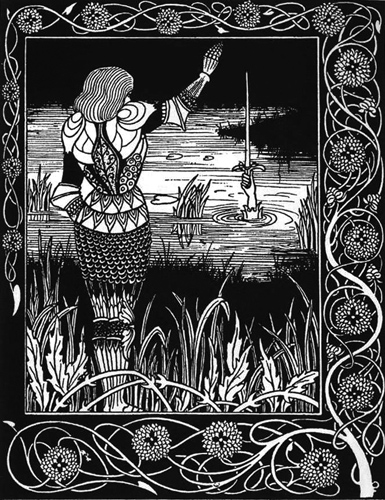
Ilustración de Aubrey Beardsley para Le Morte d'Arthur, de Sir Thomas Malory. Bedivere hace entrega de Excálibur a la Dama del Lago cuando el Rey está muriéndose.
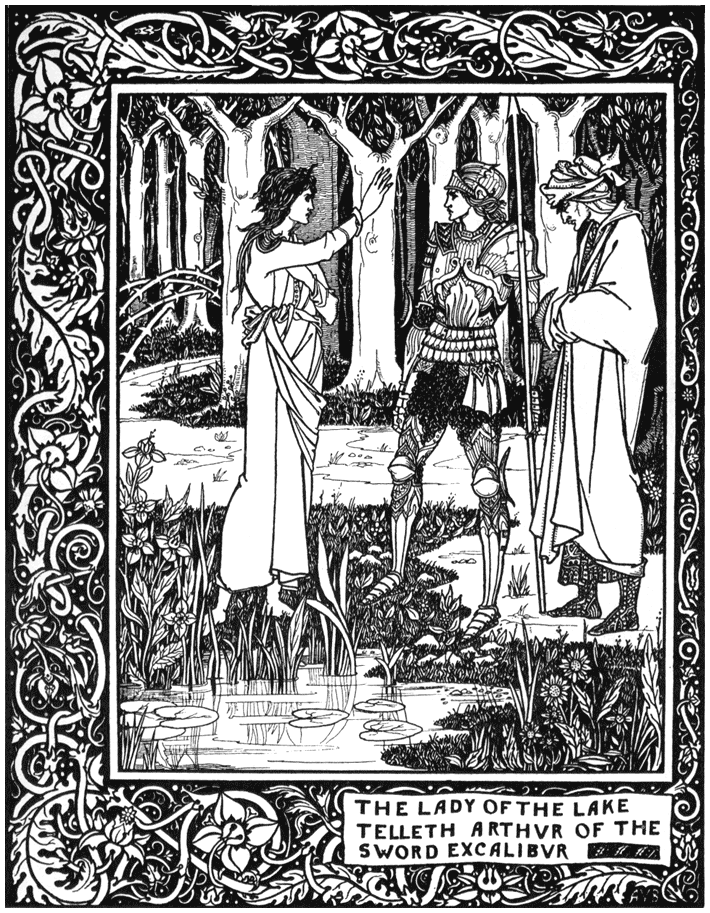
La Dama del Lago entregando a Arturo la espada Excálibur mientras Merlín observa. Ilustración de Aubrey Beardsley para Le Morte d'Arthur, de Malory.
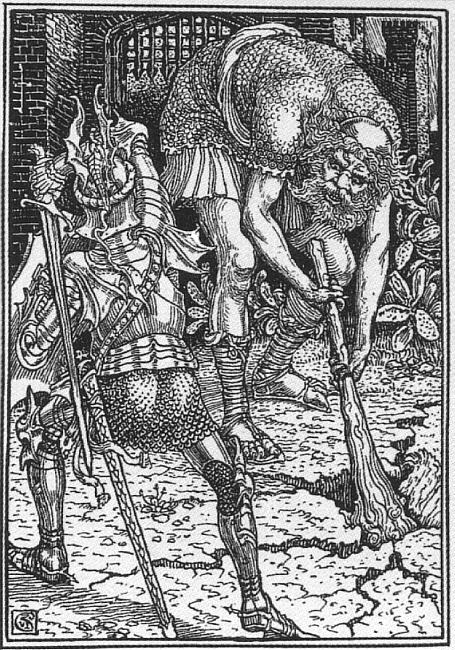
King Arthur and the Giant, Libro I, Canto VIII. Walter Crane.
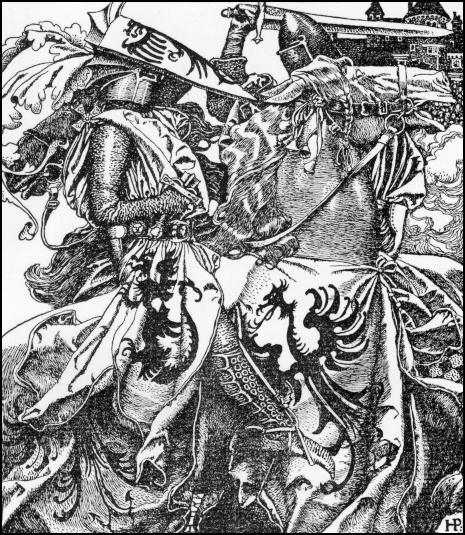
Sir Kay breaketh his sword at ye Tournament, una de las ilustraciones artúricas de Howard Pyle.
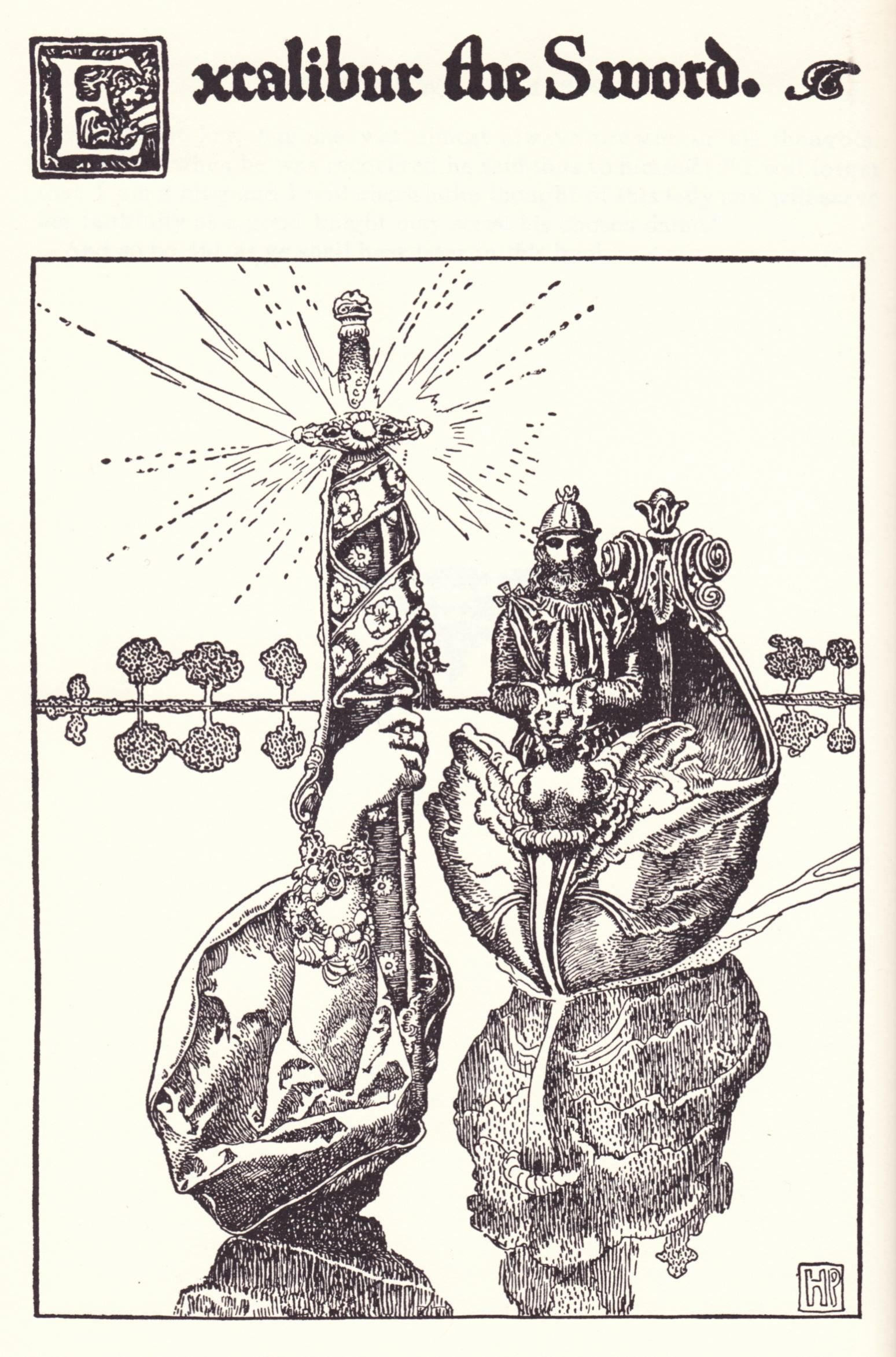
La espada Excálibur, Howard Pyle (1902).
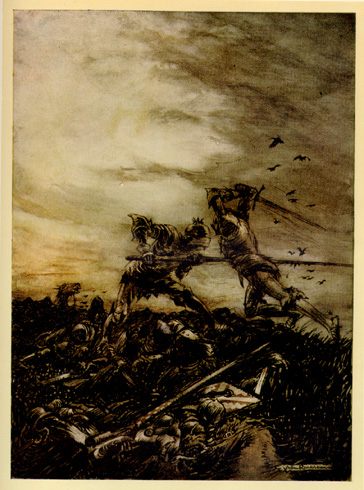
Batalla final entre Arturo y Mordred, obra de Arthur Rackham.
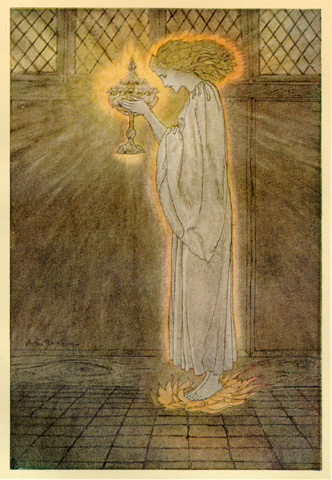
How at the Castle of Corbin a Maiden Bare in the Sangreal and Foretold the Achievements of Galahad, de El romance del Rey Arturo y sus caballeros de la Tabla Redonda, de Alfred W. Pollard, 1917. Obra de Arthur Rackham.
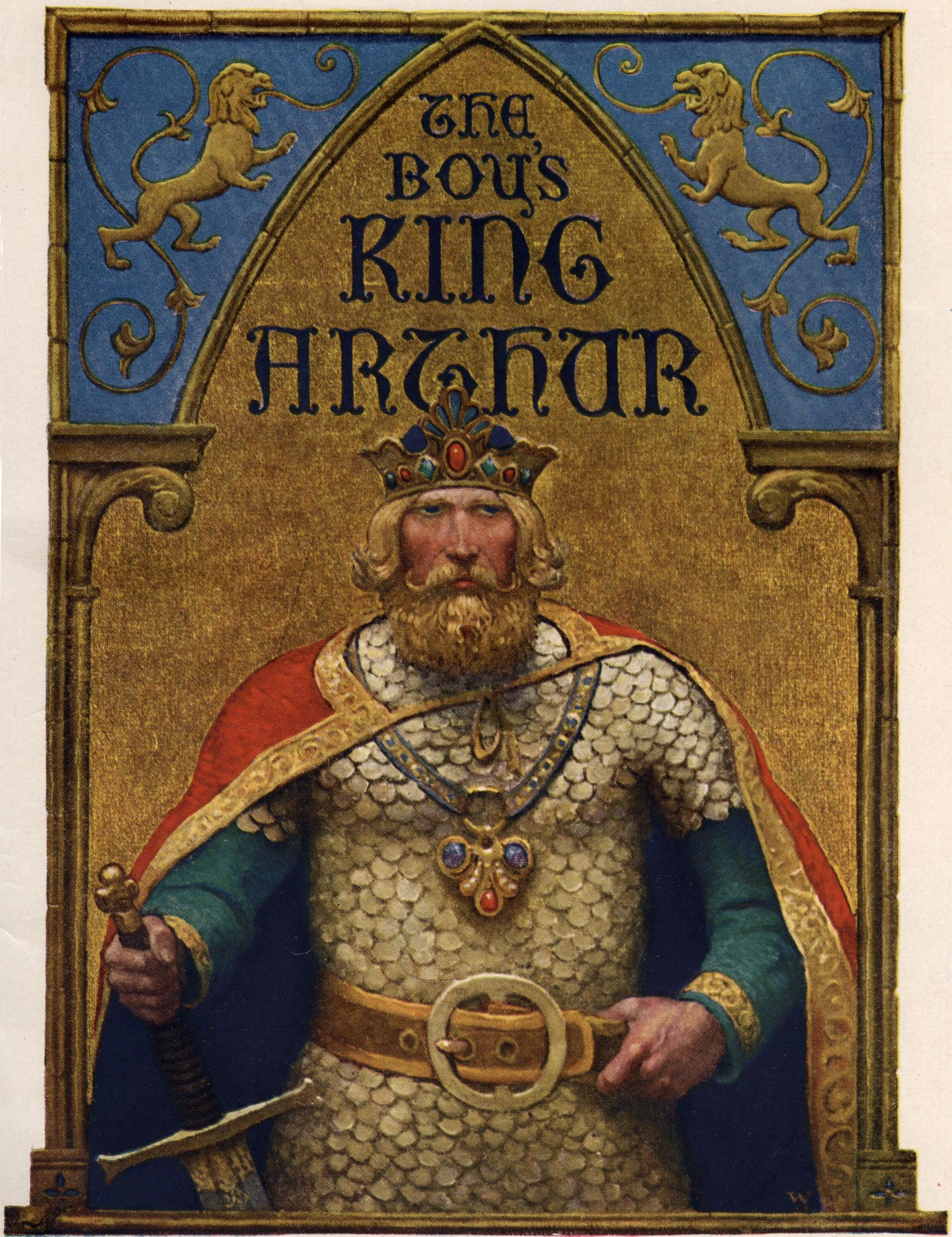
Rey Arturo, portada. Obra de N. C. Wyeth.
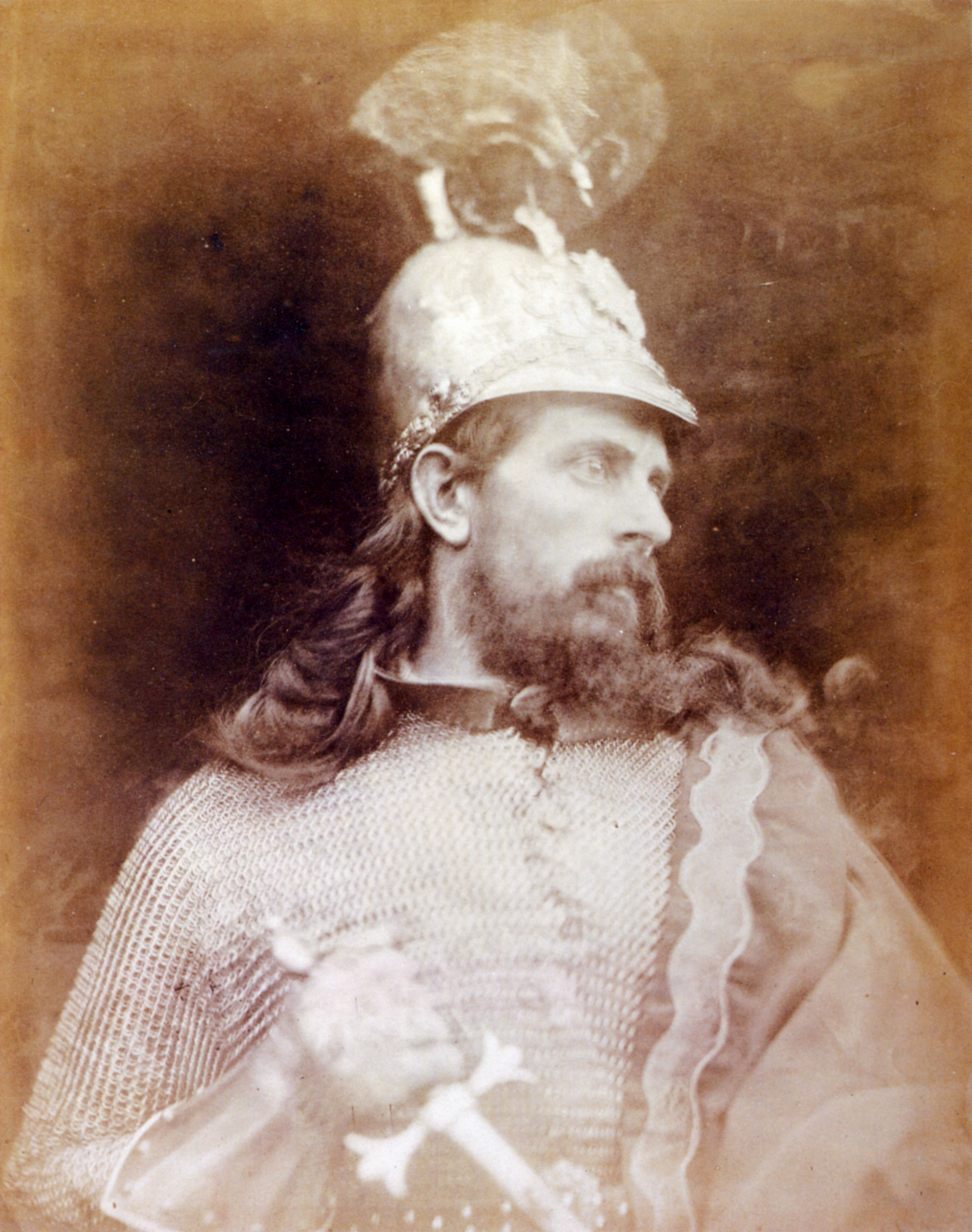
El Rey Arturo, fotografía artística de Julia Margaret Cameron, 1874. 35.7 x 27.6 cm.

La Universidad de Rochester, dentro de la web del Proyecto Camelot, incluye una extensa sección de ilustraciones: "The Camelot Project: Menu of Artists".

### Libros

#### Lecturas principales
La literatura artúrica es extensísima y prácticamente inabarcable. Las lecturas que podrían contribuir a anclar las principales referencias de las distintas épocas son las siguientes:
- Geoffrey de Monmouth, Historia de los reyes de Britania.
- Chrétien de Troyes: Lancelot, el Caballero de la Carreta, Yvain, el Caballero del León, Erec et Enide, Perceval o el cuento del Grial.
- Lanzarote-Grial, también conocido como el ciclo de La Vulgata.
- Wolfram von Eschenbach, Parzival.
- La muerte de Arturo (Le Morte d'Arthur); libro de 1485 de Thomas Malory.
- Joseph Ritson, Life of King Arthur From Ancient Historians and Authentic Documents, 1825.
- Alfred Tennyson, Idylls of the King, ciclo de poemas narrativos escritos entre 1856 y 1885.
- Richard Wagner, Parsifal, ópera estrenada en 1882.
- Mark Twain, Un yanqui en la corte del rey Arturo (A Connecticut Yankee in King Arthur's Court); novela de 1889.
- T. S. Eliot, La tierra baldía.
- Marion Zimmer Bradley, Las nieblas de Avalón. Morgana, que siempre fue tenida como un hada malvada, cuenta cómo fue una víctima de las intrigas de Viviana, Ginebra, Merlín y Morgause. Narra su incesto con Arturo como un accidente, del que nació Mordred, que sería criado por su tía Morgause y destruiría a su padre. Morgana acaba actuando en contra de Arturo por orden de los dioses, pero lo sigue queriendo.
- T. H. White, El rey que fue y será, Ático de los Libros, 2020.

#### Otras lecturas
- La Torre Oscura (The Dark Tower); serie de siete libros escritos por Stephen King. El rey Arturo es representado en Mundo Medio como Arthur Eld, el primer pistolero que existió de su estirpe que protege a la Torre Oscura. Los pistoleros del Mundo Medio tienen unos ideales y maneras de actuar muy parecidas a los ideales caballerescos y la misma búsqueda de Roland de la Torre Oscura podría compararse con la búsqueda del grial culminada por Galahad. Los pistoleros son guardianes de la Torre Oscura. La representación en Mundo Medio de la espada Excálibur son los dos revólveres con las culatas de madera de sándalo que posee el pistolero Roland Deschain, y su cuerno que por última vez poseía Cuthbert Allgood.
- Artorius; novela de César Vidal que trata de la supuesta vida real del Arturo histórico narrada desde la visión de uno de los personajes que mejor lo conoció y siempre figuró a su lado.
- La caída de Arturo (The Fall of Arthur); del escritor J. R. R. Tolkien. Una serie de poemas que exploran el mundo literario del rey Arturo.
- Sobre el mar bajo la tierra, de Susan Cooper.
- Las 21 lecciones de Merlyn: novela escrita por Douglas Monroe que narra el entrenamiento y aventuras del joven Arturo junto a su maestro Merlyn el druida. Este libro es más un manual Druida que una novela.
- Trilogía de Merlín: La cueva de Cristal, Las colinas huecas y El último encantamiento. La autora Mary Stewart narra en esta trilogía la leyenda artúrica a través de Merlín, que nació con el don de la visión, y ayudó a Ambrosio (su padre), Uther y Arturo a reinar hasta que se hizo demasiado viejo y su poder pasó a su amante, la joven Nimue. El primer volumen de la saga fue publicado en 1972, y la última parte de la serie no ha sido publicada en España: Su título original es The Wicked Day y narra el final del reinado de Arturo hasta su muerte en la batalla contra Mordred, hijo de Arturo y su hermana Morcadés, la bruja enemiga de Merlín y Arturo.
- The Once and Future King: el autor T. H. White revela un clásico a través de su imaginación y tremenda documentación. La primera versión es de 1958.
- Esencia oscura, de Tim Powers: en esta historia Arturo y Merlín son presentados como defensores de Europa a lo largo de los siglos.
- El dragón y el unicornio, de A. A. Attanasio: el ciclo artúrico es narrado en esta obra con una mezcla de historia, mitología, ciencia y fantasía.
- Crónicas del Señor de la Guerra, de Bernard Cromwell: trata de la vida real del rey Arturo en un ciclo histórico donde se produce el cambio del resurgimiento del mundo celta tras la dominación romana al cristianismo, todo contado por Derfel, un monje que en su juventud fue un compañero de batallas del rey Arturo.
- Ginebra, Reina del país del verano, Lanzarote, el caballero del lago sagrado y Galahad, el Hijo del Santo Grial, de Rosalind Miles
- El mundo es un pañuelo, de David Lodge
- Libro de la edad Oscura, de Federico Villalobos

### Personajes

#### Reyes y reinas
| - Uther Pendragon, padre de Rey Arturo - Leodegrance, padre de Ginebra - Pellam, rey del Yermo - Pelles, rey de Cobernic - Pellinore, rey de Listenoise - Ban de Benwick - Borns de Gaunes - Claudas, rey de las Tierras Devastadas | - Rey Arturo - Ambrosio Aureliano, hermano de Uther Pendragon, según la pseudo-crónica. Se dice que Merlín podría ser uno de sus hijos bastardos. - Anguish de Irlanda, joven rey irlandés rebelde y antagonista que termina siendo amigo de Arturo. - Rience, rey de las islas Orkney - Urien, rey de Gore - Marco de Cornualles, rey de Kernow - Hoel de Bretaña, rey de Bretaña la Menor | - Ginebra, la esposa de Arturo - Rowena, reina de Kent |

#### Los Caballeros de la Mesa Redonda
- Anexo:Caballeros de la Mesa Redonda

| - Arturo Pendragon - Lanzarote del Lago - Galehaut - Galahad - Tristán - Gawain - Dagonet - Perceval - Bors | - Geraint - Gareth - Kay - Lamorak - Gaheris - Bedevere - Agravain | - Sagramore - Calogrenant - Ywain - Erec - Pelleas - Palamedes - Dinadan |

#### Otras figuras importantes
| - Merlín, tutor de Arturo y mago - Hada Morgana, medio hermana de Arturo - Igraine, madre de Arturo - Gorlois, duque de Cornualles, primer esposo de Igraine y padre de sus dos hijas | - Mordred, el heredero y enemigo de Arturo - Sir Héctor, padre adoptivo de Arturo - Uther Pendragon, padre de Arturo - Elaine, hija del Rey Pelles, guardiana del Grial y madre de Galahad | - Dama del Lago, amante de Merlín y dueña de Excálibur - Ginebra, esposa de Arturo - Morgause, mujer del rey Lot, madre de Gawain y medio hermana de Arturo |

## Apariciones en diversos medios

### Películas
- 1953 Los caballeros del rey Arturo; dirigida por Richard Thorpe.
- 1954 El caballero negro; dirigida por Tay Garnett.
- 1954 El Príncipe Valiente; dirigida por Henry Hathaway.
- 1963 Lancelot and Guinevere, llamada Sword of Lancelot en los Estados Unidos, dirigida por Cornel Wilde.
- 1963 The Sword in the Stone (En España Merlín, el encantador y en Hispanoamérica La espada en la piedra), película animada de Walt Disney Pictures.
- 1967 Camelot; dirigida por Joshua Logan.
- 1974 Lancelot du Lac; dirigida por Robert Bresson.
- 1975 Los caballeros de la mesa cuadrada y sus locos seguidores, también conocida como Monty Python y el Santo Grial; dirigida por Terry Gilliam y Terry Jones.
- 1981 Excalibur; dirigida por John Boorman.
- 1995 El primer caballero, también conocida como Lancelot; dirigida por Jerry Zucker.
- 1997 Las Aventuras del Príncipe Valiente; dirigida por Anthony Hickox.
- 1998 La espada mágica: En busca de Camelot; película animada de Warner Bros.
- 2004 El rey Arturo; dirigida por Antoine Fuqua.
- 2007 Shrek tercero; dirigida por Chris Miller y Raman Hui.
- 2007 La última legión; dirigida por Doug Lefler.
- 2017 King Arthur: Legend of the Sword; dirigida por Guy Ritchie.
- 2017 Transformers: El último caballero, dirigida por Michael Bay.
- 2019 The Kid Who Would Be King, dirigida por Joe Cornish.
- 2021 Eternals (solo mencionado), dirigida por Chloé Zhao
- 2022 The School for Good and Evil (solo mencionado), dirigida por Paul Feig

### Televisión y miniseries
- 1972–1973 Arturo de Bretaña; serie británica de HTV.
- 1998 Merlín; filme de Hallmark Entertainment.
- 2001 Las brumas de Avalón; miniserie de TNT.
- 2005–2009 Kaamelott; serie francesa de M6.
- 2008-2012 Merlín, también conocida como Las aventuras de Merlín; serie de BBC One, protagonizada por Bradley James.
- 2010 Avalon High, película de Disney Channel.
- 2011 Camelot, protagonizada por Jamie Campbell-Bower.
- 2015 Once Upon a Time (serie de televisión creada por Adam Horowitz y Edward Kitsis), temporada 5, donde el rey Arturo es interpretado por Liam Garrigan (también en Transformers: El último caballero).
- 2020 Maldita, serie de televisión de Netflix, donde el rey Arturo es interpretado por Devon Terrell.
- 2020 Wizards: Tales of Arcadia, serie original de Netflix, donde el rey Arturo es uno de los protagonistas y el antagonista principal de esta serie.

### Dibujos animados
- 1963 Merlín el encantador, también conocida como La espada en la piedra; película animada de Walt Disney Pictures.
- 1966 Arthur! and the Square Knights of the Round Table; serie animada australiana.
- 1979 El rey Arturo; anime de Toei Animation.
- 1980 Moero Āsā Hakuba no Ōji; anime de Toei Animation.
- 1992 El rey Arturo y los caballeros de la justicia; serie animada de Golden Films, C&D Entertainment y Bohbot Entertainment.
- 1994 Gargoyles, donde el rey Arturo aparece como personaje secundario en el arco argumental de Avalon; de The Walt Disney Company
- 2005 Los desastres del rey Arturo; serie animada británica.
- 2006 Fate/stay night; anime de Type-Moon y Studio DEEN.
- 2010 Fate/Zero; anime de Type-Moon.
- 2014 Nobunaga the Fool; anime.
- 2014 Fate/stay night: Unlimited Blade Works, anime de Type-Moon y Ufotable.
- 2015 Fate/stay night: Unlimited Blade Works 2, anime de Type-Moon y Ufotable.
- 2015 Nanatsu no Taizai, anime de A-1 Pictures basado en un manga.

### Videojuegos
- Knights of the Round (Capcom, 1991), juego de arcade.
- Sonic & the Black Knight (Sega, 2009), Nintendo Wii.
- En Fate/stay night el rey Arturo un servant de la clase saber.
- En Fate/Grand Order el rey Arturo es un servant de la clase saber.
- Tales of Zestiria (Namco Bandai Games, 2015); el juego en sí mismo es una referencia a la leyenda artúrica.
- En SMITE (Hi-Rez Studios, 2005) el rey Arturo aparece como un personaje jugable
- En Assassin's Creed II se ve en los glifos cómo el rey Arturo saca la Espada del Edén (Excálibur) de la piedra. Después, en Assassin's Creed: Valhalla, se puede conseguir Excálibur como arma mediante una serie de tablillas que hay que conseguir durante el juego. Donde está la espada hay una nota escrita por el mismo rey Arturo donde revela ser miembro de la Orden de Los Antiguos (los antagonistas del mismo juego).[55][56]
- En Ace Combat Zero se hacen alusiones a la leyenda artúrica (como Morgana, Excálibur, Ávalon y la Mesa Redonda) a lo largo de diferentes niveles, armas o vehículos.[57][58]
- En King Arthur: Knight's Tale, se explora un recuento moderno de la clásica historia de la mitología artúrica filtrada a través de los tropos de la fantasía oscura, un giro en los cuentos tradicionales de caballería. El juego fue desarrollado por NeocoreGame y lanzado en abril de 2022.[59]

### Juegos de mesa
- Clash of Armies: Medieval (Poncho Games, 2020), juego de mesa.

### Música
- El himno oficial de Cornualles, Bro Goth Agan Tasow, incluye un verso que dice "Reino del rey Arturo, antiguos santos y el grial".
- El álbum de Rick Wakeman de 1975 The Myths and Legends of King Arthur and the Knights of the Round Table (Mitos y leyendas del rey Arturo y los caballeros de la Mesa Redonda).
- Las canciones A Past and Future Secret y Mordred's Song del grupo alemán Blind Guardian.
- El álbum de metal titulado Excalibur, de la banda alemana Grave Digger, gira alrededor de las leyendas de Arturo.
- El álbum Emprise to Avalon de la banda de death metal melódico folklórico SuidAkrA.
- La banda asturiana de heavy metal Avalanch publicó la canción "Excalibur" en su disco La llama eterna.
- La banda española GRYAL realiza su segundo trabajo discográfico basado en la historia de Camelot, utilizando este mismo nombre para su álbum, que consta de 12 temas.
- El grupo surcoreano KINGDOM tiene como su primer álbum History Of Kingdom: Part 1. Arthur, con la canción principal siendo titulada "Excalibur". Además, el grupo tiene un integrante cuyo nombre artístico o conceptual es Arthur. La idea del álbum se debe al concepto del grupo que incluye al Rey Arturo y a otros reyes de diversas culturas.

### Ópera
- Henry Purcell: King Arthur (1691), libreto de John Dryden.
- Richard Wagner: Tristan und Isolde (1865), libreto del compositor.
- Richard Wagner: Parsifal (1882), libreto del compositor.
- Hubert Parry: Guinevere (1886).
- Amadeo Vives: Arthús (1897), primera ópera del autor.
- Isaac Albéniz: Merlín, ópera, 1897-1902, estrenada parcialmente en 1950 y completa en 2003.
- Ernest Chausson: Le Roi Arthus (1903).
- Rutland Boughton: The Birth of Arthur (1909), libreto de Reginald Buckley.
- Harrison Birtwhistle: Gawain (1991), libreto de David Harsent.
- Dove Attia: La légende du Roi Arthur (2015), comedia musical francesa, con libreto de Dove Attia y letras de Francois Chouquet.

### Historietas
- En 1937, Harold Foster publicó por primera vez en la prensa la tira El príncipe valiente. Desde la muerte de Foster en 1982, John Cullen Murphy sigue produciendo esta serie.
- La versión original del personaje de Marvel Comics denominado Caballero Negro se sitúa también en la corte del rey Arturo.
- El cómic francés Arthur, de David Chauvel y Jérôme Lereculey, se inspira en las leyendas galesas medievales más antiguas, como las que pertenecen al Mabinogion.
- Merlín, de Robin Wood y Quique Alcatena, la cual narra la leyenda de Arturo y Camelot desde el punto de vista de Merlín.
- Camelot 3000, editada por DC comics y con guiones de Mike W. Barr y arte de Brian Bolland. La serie es una versión futurista del mito.
- Las aventuras de Ogú y Mampato: la corte del Rey Arturo, en los números 35 a 45 de la historieta chilena escrita por Themo Lobos. Aquí los personajes viajan al siglo XII, donde conviven con el Rey Arturo.

## Curiosidades
- Eduardo el Confesor era un entusiasta de las leyendas artúricas y otorgó a muchas ciudades el privilegio de usar escudos, los cuales en su mayoría poseían tres coronas, emblema que representaba heráldicamente al rey Arturo. Esta es la razón por la que se populariza este emblema en Inglaterra, encontrándose actualmente en el escudo de la Universidad de Oxford.
- El primer monarca de la casa Tudor, Enrique VII, fue uno de los reyes que más hincapié hizo en reclamar ser descendiente directo de Arturo. Los investigadores de la época identificaron Winchester como Camelot y el rey hizo nacer allí a su primer hijo, al que hizo bautizar como Arturo. Este Príncipe de Gales no llegó a reinar y fue sucedido por Enrique VIII.

#### Estudios literarios
- Alvar, C., El rey Arturo y su mundo: diccionario de la mitología artúrica, Madrid, Alianza, 1991.
- Aragón Fernández, Mª Aurora, Literatura del grial. Siglos XII y XIII. Madrid: Síntesis, 2003. Historia de la literatura universal, 42.
- Barron, W.R.J. (ed.), The Arthur of the English: the Arthurian Legend in Medieval English Life and Literature, Cardiff, University of Wales Press, 2001.
- Badel, P.-Y., Introduction a la vie littéraire du Moyen Age, París, 1984.
- Breeze, A.C., Medieval Welsh literature, Dublin, 1997.
- Cannon, Christopher . The Grounds of English Literature, Chapter 2. Oxford University Press. 2004. ISBN 0-19-927082-1.
- Echard, S., Arthurian Narrative in the Latin Tradition, Cambridge, Cambridge University Press, 1998.
- Faral, E., La Légende arthurienne, París, 1929 (3 volúmenes).
- García Gual, C., Historia del rey Arturo y de los nobles y errantes caballeros de la Tabla Redonda : análisis de un mito literario, Madrid, Alianza Editorial, 1994.
- Jauss, H.-R. y E. Kohler, con J. Frappier (eds.), Grundriss der romanischen Literaturen des Mittelalters, IV,1: Le roman jusqu'à la fin du XIII siècle, Heidelberg, Winter, 1978.
- Lacy, Norris J. and Geoffrey Ashe, with Debra N. Mancoff, The Arthurian Handbook, New York, Garland, 1997 (2.ª ed.).
- Lacy, Norris J. (ed.), Medieval Arthurian Literature: A Guide to Recent Research, New York, Garland, 1996.
- Lewis, C. S. The Discarded Image: An Introduction to Medieval and Renaissance Literature. Cambridge: Cambridge University Press, 1964.
- Loomis, R.S., Arthurian Tradition and Chrétien de Troyes, Nueva York, Columbia University Press, 1949.
- Loomis, R.S. (ed.), Arthurian Literature in the Middle Ages, Oxford, 1979.
- Marx, Jean, La Légende arthurienne et le Graal, París, 1952 (Geneve, 1974).
- Persall, Derek Albert, Arthurian Romance: A Short Introduction, Oxford, Blackwell, 2003.
- Pickford, Cedric Edward, The Arthurian Bibliography, Cambridge, 1983- (varios volúmenes en curso de publicación).
- Torres Asensio, Gloria, Los orígenes de la literatura artúrica, Barcelona, UB, 2004.

#### Libros de historia
- Ken, Maurice, La caballería, Barcelona, 1986.
- Leclerqc, J.; Vanderbrouke, F. Y Bouyel, L., Histoire de la Spiritualité Chretienne, II, París, 1961.
- Lorcin, Mª T., La France au XIIIe siècle, París, 1975.
- Martin, H, Mentalités Médiévales, XI ème-Xvème siècle, París, 1996.
- Petit-Dutailles, Ch., La monarquía feudal en Francia y en Inglaterra (siglos X al XIII), México, 1961.
- Ritson, Joseph, Life of King Arthur From Ancient Historians and Authentic Documents, 1825.
- Phillips, Graham; Keatman, Martin, King Arthur: The True Story, Arrow, 1992.